# Blumberg

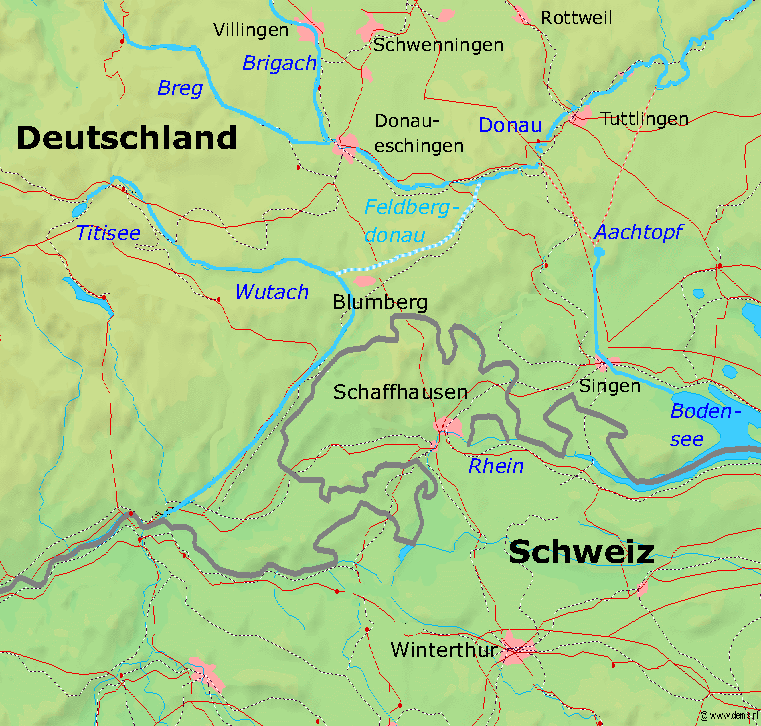
Blumberg zwischen Wutach und Donau, die hellblau gepunktete Linie markiert die Aitrach

Blumberg ist eine Stadt im Süden des Schwarzwald-Baar-Kreises am südwestlichen Rand der Schwäbischen Alb in Baden-Württemberg. Das Stadtbild ist aufgrund der Historie ungewöhnlich: Blumberg besitzt Züge einer Bergbaustadt, die an Orte im Ruhrgebiet erinnert. Blumberg ist staatlich anerkannter Erholungsort.

## Lage und Umfeld

### Geographische Lage

Die topographische Situation von Blumberg östlich des Wutachknies

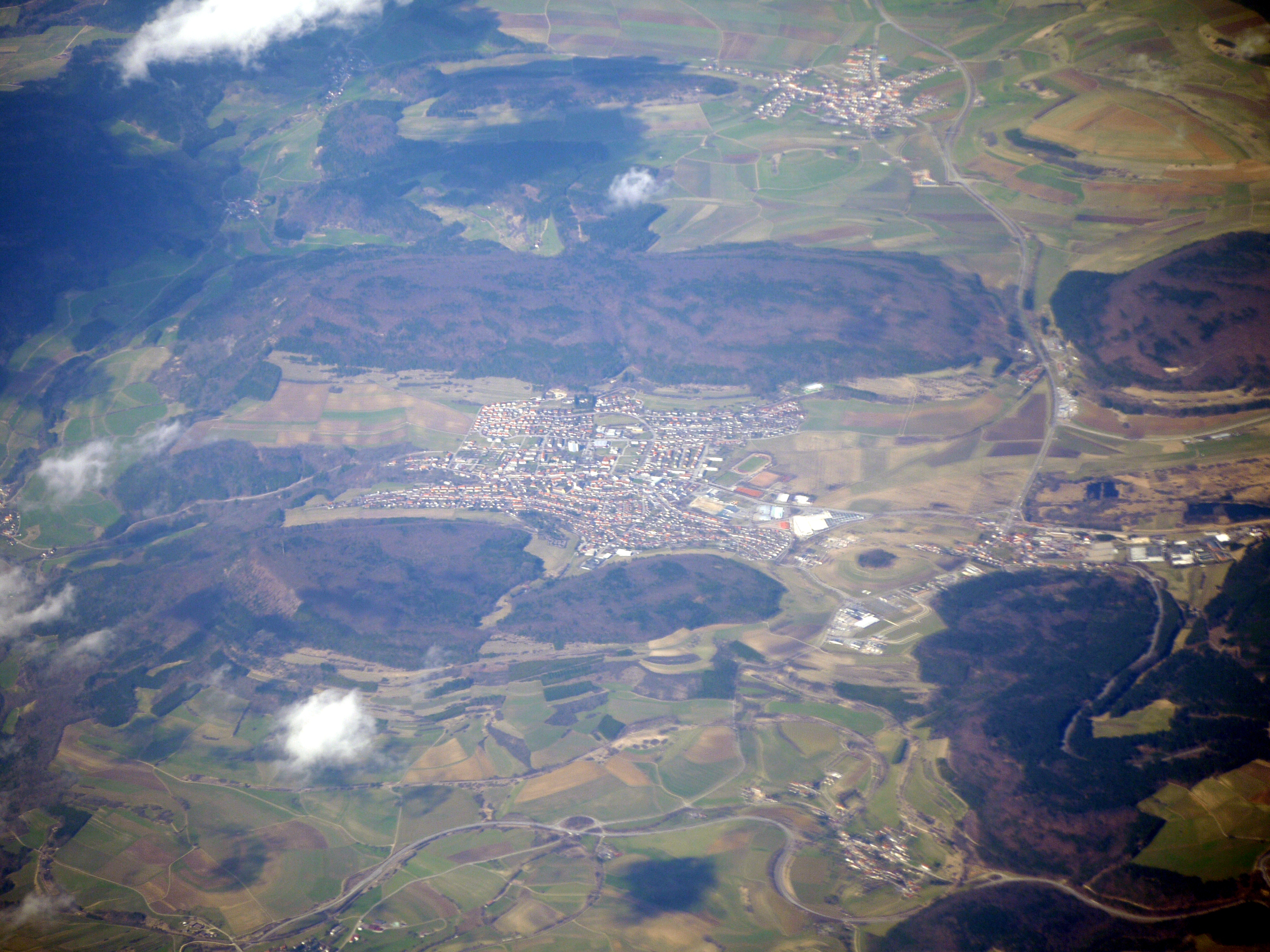
Blumberg zwischen Eichberg (oberhalb) und Buchberg. Rechts die Riedstraße (heute B 27)

Die Stadt befindet sich am Schnittpunkt von Baaralb, Randen und Hegaualb, eingebettet im Hochtal (700 m. ü. M.) des ehemaligen Urstromtales der Feldbergdonau. Umgeben wird sie von den Hausbergen Eichberg (917 m) und dem Buchberg (876 m), die hier dem südwestlichsten Teil des Albtrauf angehören und geologisch dem Jura zuzuordnen sind. Das breite Tal fällt im Südwesten steil zur Wutach ab, nach Nordosten mit schwachem Gefälle zur Donau. Die alte Straße über das Ried – heute Bundesstraße 27 (B 27) – bildet die Wasserscheide zwischen Rhein und Donau. Gleichzeitig trennt der Damm, auf dem die B 27 verläuft, das Ried in das Obere und das Untere Ried. Zur besseren Unterscheidung wird das Obere Ried Blumberger Ried, das Untere Ried Zollhausried genannt. Höchster Punkt der Gemarkung ist mit 929,5 m ü. NHN der Hohe Randen, der tiefste Punkt wird mit 487,8 m ü. NHN an der Wutach beim Austritt aus dem Stadtgebiet gemessen.

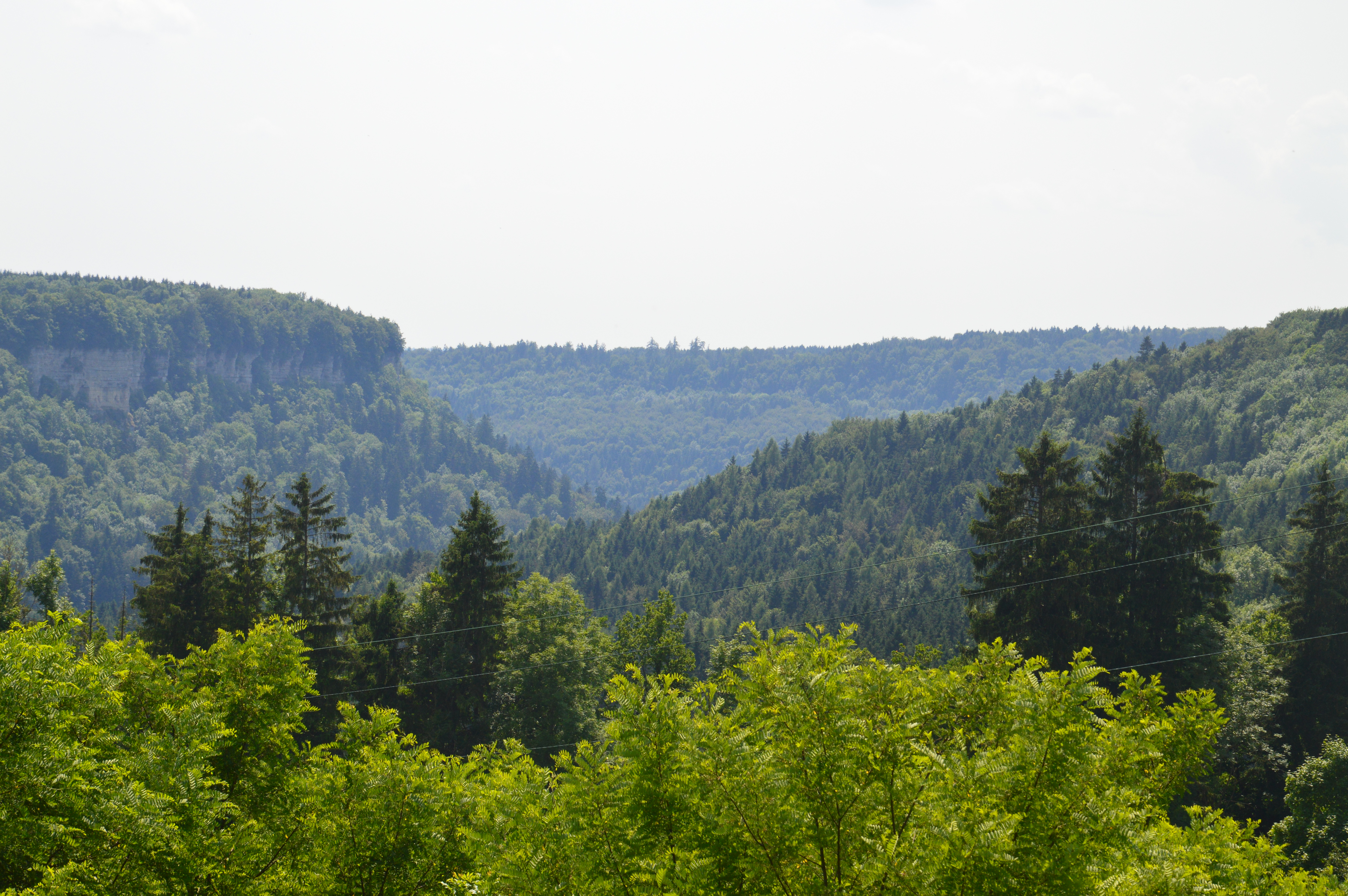
Höhenpanorama der Wutachschlucht („Wutachflühen“)

### Nachbarschaft
Nachbarstadt im Norden ist Hüfingen, im Osten grenzt Blumberg an den Hegau mit der Festung Hohentwiel und die Stadt Singen im Landkreis Konstanz, im Süden an den Schweizer Kanton Schaffhausen mit der Stadt Schaffhausen am Rheinfall und südwestlich an den Landkreis Waldshut am Hochrhein. Westlich der Stadt Blumberg gibt es nur eine kleine Verbindungsstraße nach Achdorf zur geologisch und touristisch attraktiven Wutachschlucht.
Siehe auch: Touristisches Profil

### Geologie
In der Riß-Kaltzeit war das Feldbergmassiv von einer dicken Eiskappe bedeckt. „Ein mächtiger Talgletscher [‚Feldberg-Gletscher‘] streckte sich 23 km weit nach Osten und speiste einen großen Fluss, der bei abnehmender Fließgeschwindigkeit große Schottermassen in einem weiten Tal ablagerte. Zwischen Eichberg und Buchberg fand der Strom, der später Eiszeitdonau genannt werden sollte, eine ‚Pforte‘ durch den Steilanstieg der Schwäbischen Alb nach Osten.“
„Die beiden Bergzüge ragten nach dieser Vorstellung als einsame Spitzen aus der geschlossenen Eisdecke hervor und teilten den Gletscher in einzelne Zungen. Eine dieser Zungen soll angeblich bis ins Aitrachtal vorgedrungen sein […] Dies erklärt die auffallend große Breite des Aitrachtales. Die Aitrach entspricht einem jüngeren Fluss, der das Tal nur benutzt, nicht aber ausgeräumt hat. Der Durchbruch zwischen Buch- und Eichberg – die ‚Blumberger Pforte‘ – wurde von der damaligen Donau geschaffen“, die damals die Wutach „zusammen mit Brigach und Breg [… als] Hauptquellast“ besaß.

### Naturraum
Die Lage an der Wasserscheide Rhein-Donau markiert zwei verschiedene Naturräume – nach Osten das Vorfeld zur Hochebene der Schwäbischen Alb und nach Westen der Steilabfall zur Wutachschlucht, der hier die wellige, zum Hochrhein sich senkende und von tief eingeschnittenen Flussläufen durchzogene Hügellandschaft des Südschwarzwaldes abgrenzt. Eine erste Weganlage in der Schlucht wurde bereits 1904 eingerichtet, doch war der ganze weitere Naturraum gefährdet, als die Badenwerk AG ein Konzessionsgesuch für den Bau des Schluchseewerkes einreichte, für das auch die Wutach teilweise abgeleitet werden sollte. Die ersten Forderungen nach einem Naturschutzgebiet wurden 1927 erhoben, und 1939 folgte die Einrichtung des Naturschutzgebietes Wutach-Gauchachtal. Allerdings griff das Schluchseewerk schon 1943 wieder auf die alten ‚Ableitungspläne‘ zurück (Wutachtalsperre), und erst nachdem „1000 Personen am 3. Mai 1959 in der Wutachschlucht zu einer großen Kundgebung zusammen(kamen) […] blieb das Kleinod und Wunder der Schöpfung künftigen Generationen erhalten.“
Der Blaue Stein, eine Basalt-Säule, befindet sich zwei Kilometer östlich des Teilortes Randen. Er ist geologisch der westlichste Punkt des Hegaus.

### Stadtgliederung
Die Stadt Blumberg ist auf ihrer Gemarkung umgeben von den Teilorten Achdorf, Epfenhofen, Fützen, Randen, Hondingen, Kommingen, Nordhalden, Riedböhringen und Riedöschingen. Der Ortsteil Zollhaus ist der logistische Ausgangspunkt und nördliche Endbahnhof der Mittelstrecke der früheren Strategischen Bahn „zur Umgehung des Schweizergebiets“; der heutigen Museumsstrecke „Sauschwänzlebahn“.

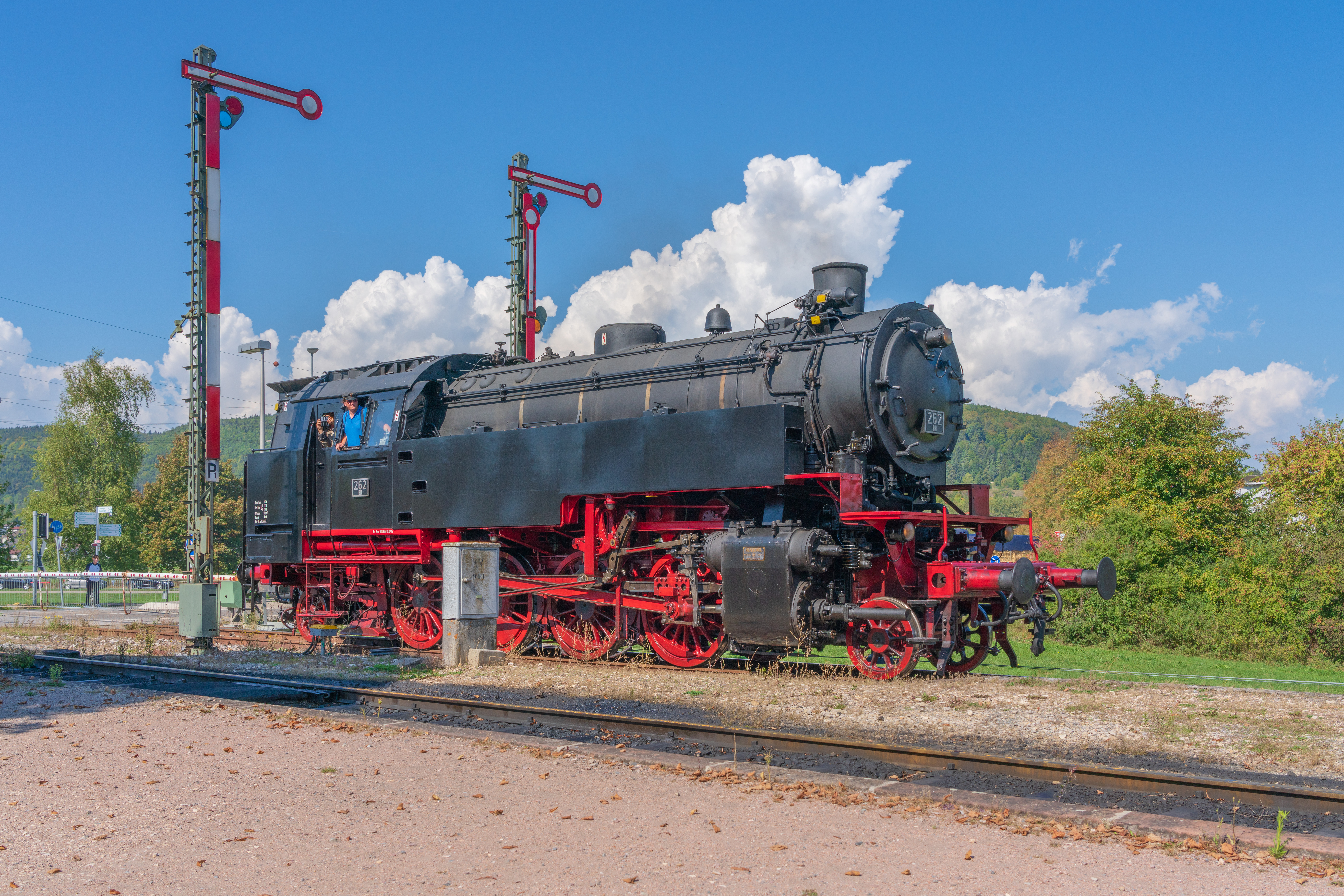
Ehemalige eigene Lokomotive der Stadt Blumberg

#### Stadtteile
- Achdorf

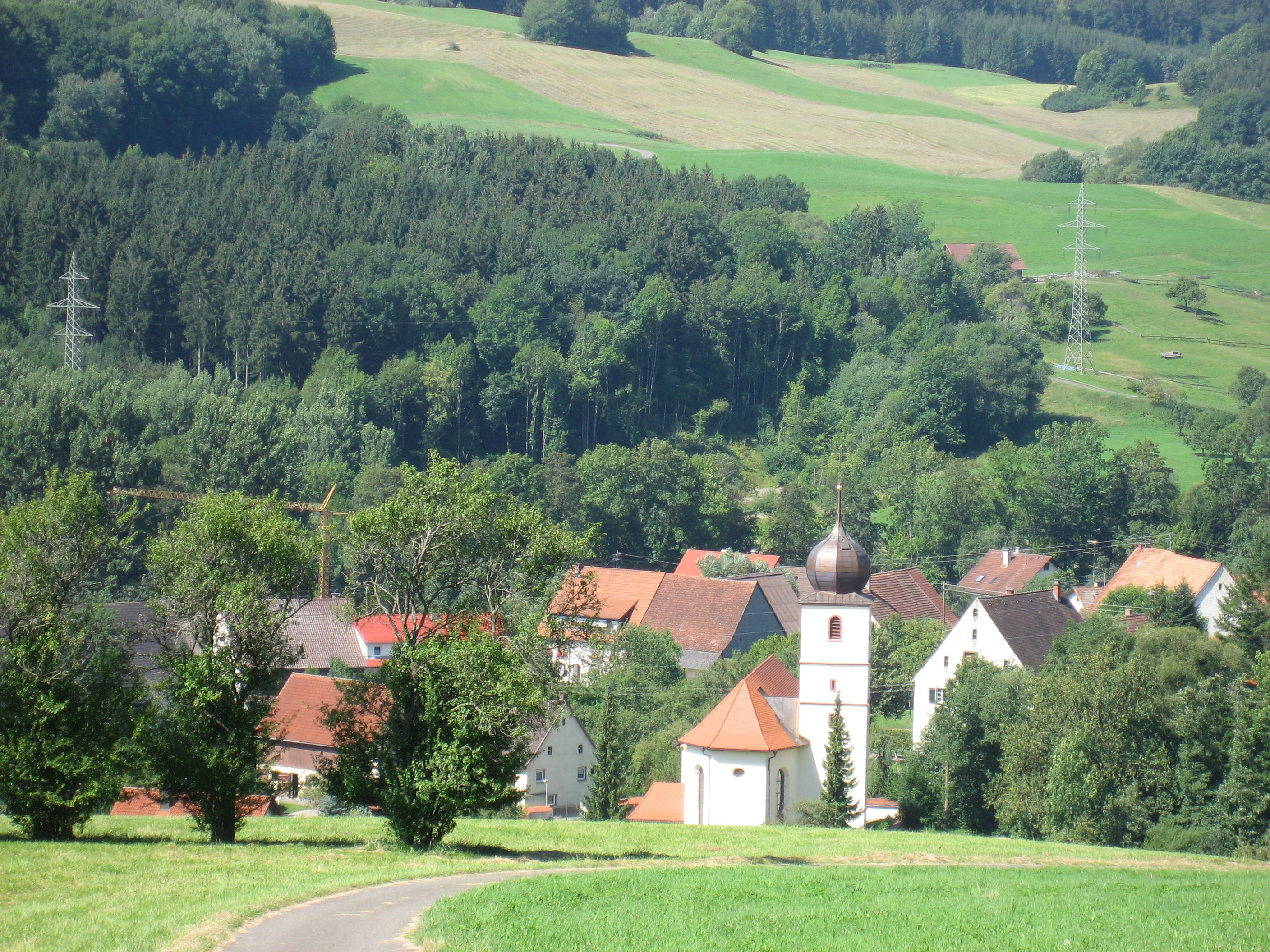
Achdorf im Wutachtal

Der Ort kann ein alter Siedlungsplatz sein, da sich hier das Wutachtal öffnet und eine Verbindung zur Hochebene von Blumberg gegeben war. Die Ersterwähnung war 775 n. Chr. 400 Jahre war der Ort Besitz des Klosters St. Gallen, dann unter den Herren von Blumberg und Nachfolgern, ab 1409 bis ins 19. Jahrhundert beim Kloster St. Blasien.
Kurz vor Kriegsende im April 1945 wurden deutsche Truppen auf dem Rückzugsweg durch Achdorf von französischen Kampffliegern beschossen und unter Artilleriefeuer genommen (Gedenkstein für die Opfer auf dem Friedhof). Ein Fluchtweg war der im Volksmund so genannte „Wellblechweg“ am Hang des Buchberges nach Fützen.
Der Dichter Victor von Scheffel war gerne zu Gast in der Wirtschaft „Linde“, heute Gasthof „Scheffellinde“.
- Aselfingen

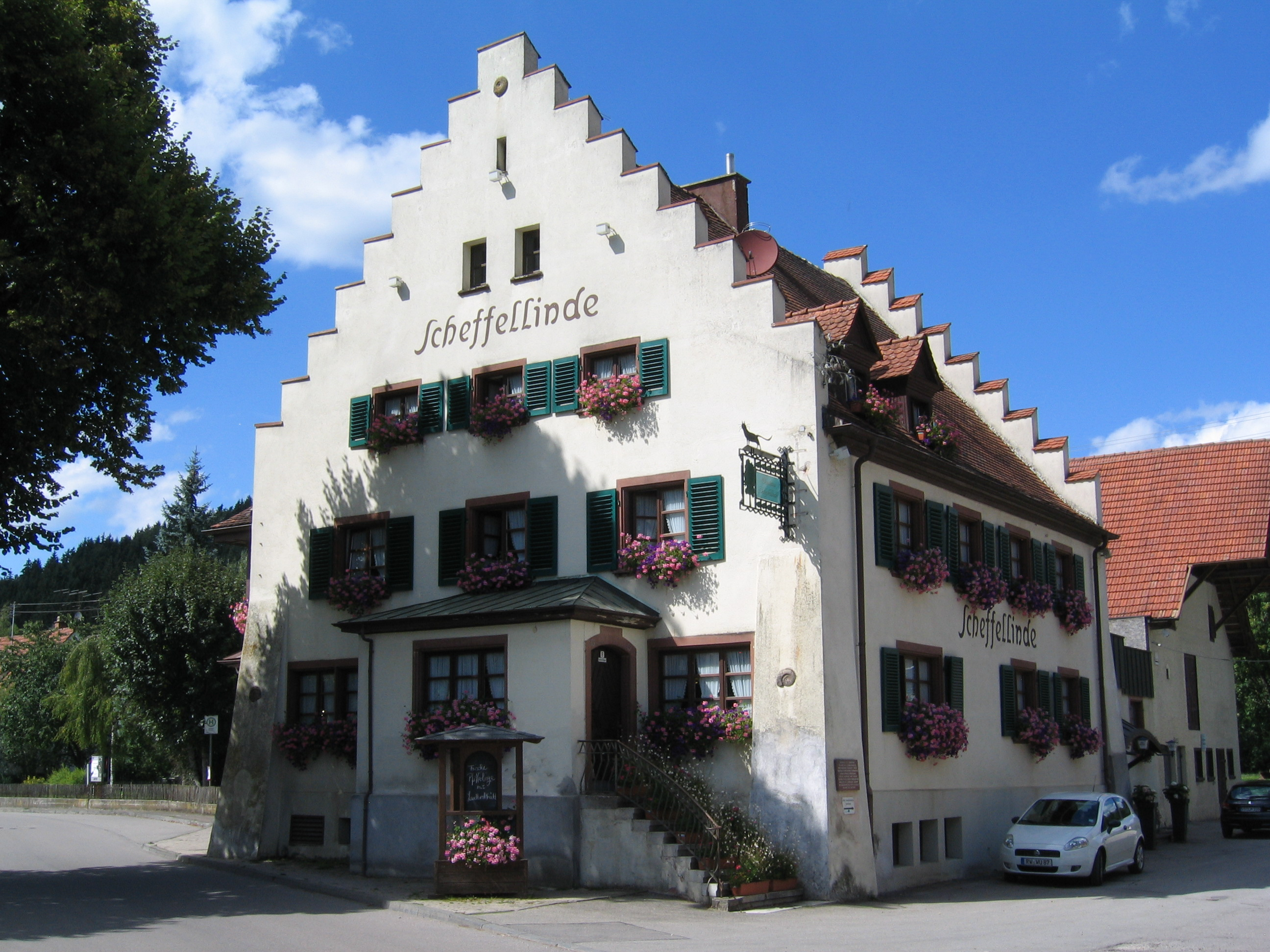
Gasthof Scheffellinde in Achdorf

Aselfingen liegt westlich von Achdorf im Wutachtal. Das Dorf wurde erstmals 791 n. Chr. in einer Urkunde erwähnt. Seine Geschichte ist eng mit der von Achdorf verbunden.
- Epfenhofen

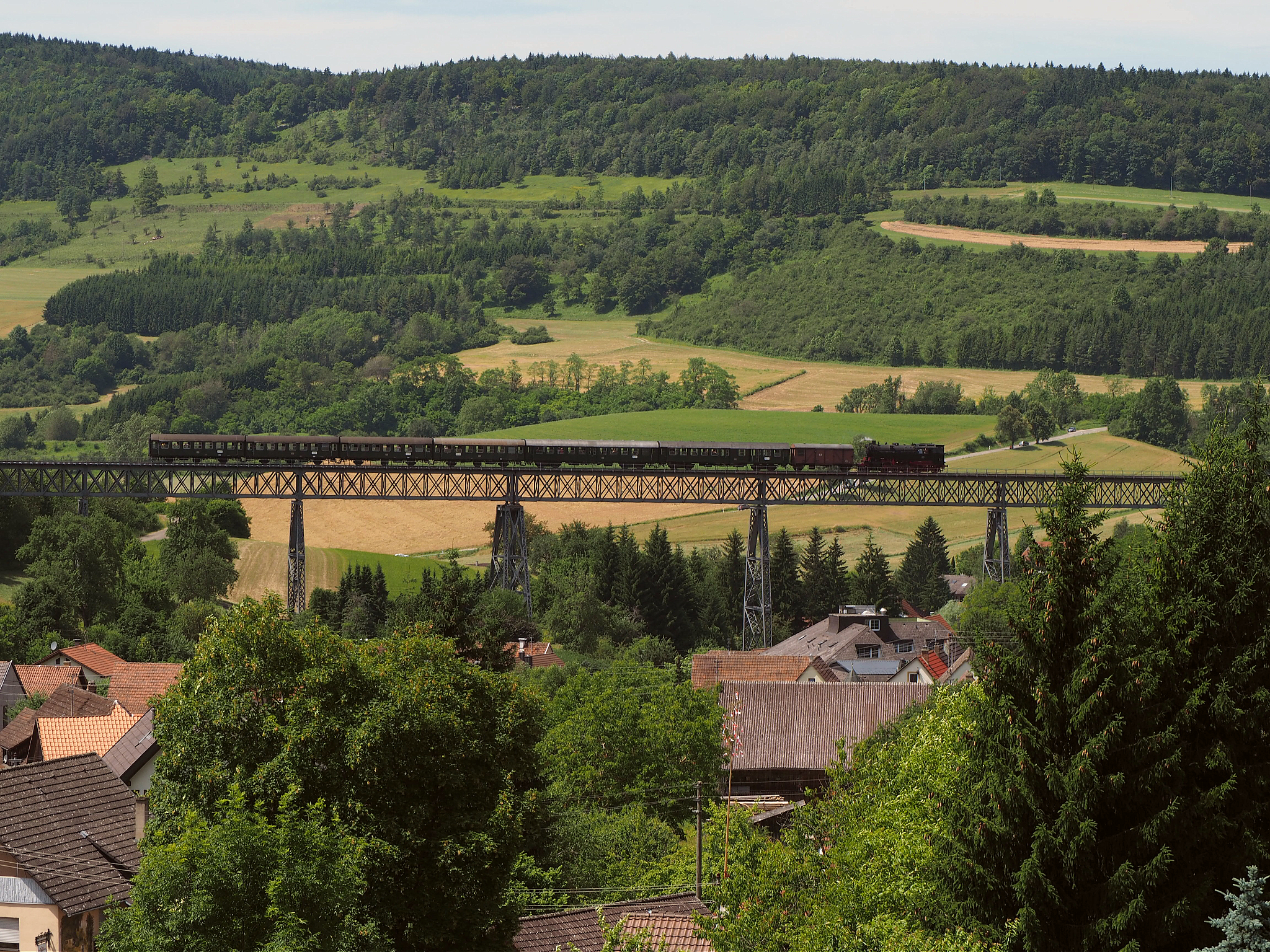
Museumszug über dem Ort

Das Dorf Epfenhofen wird geprägt durch den Bahnviadukt, der hoch über die Dorfmitte führt.
- Fützen

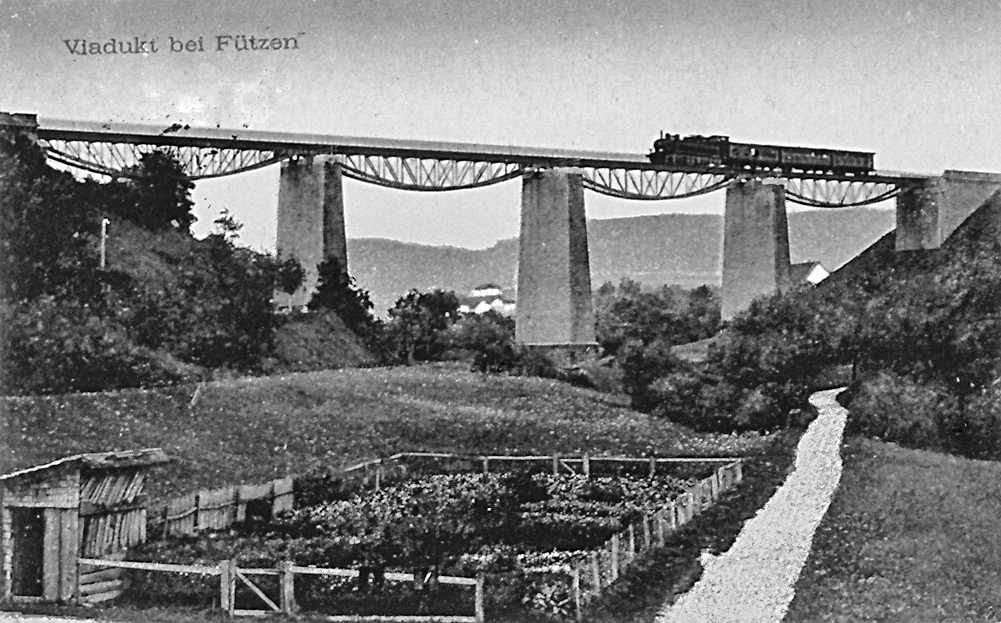
Bahnbetrieb um 1920, Viadukt Fützen

Das Dorf Fützen liegt im sich bereits weit öffnenden Talkessel an der Straße nach Stühlingen. Davor bildet sich noch eine letzte Talenge, die bei Grimmelshofen dann in die Klettgaulandschaft führt. Frühgeschichtliche Funde gibt es ebenso wie die Annahme eines römischen Gutshofes in der Nähe und alamannische Siedlungsspuren (Grabfeld). 1083 datiert die urkundliche Ersterwähnung und Nennung einer Familie als „Herren von Vuezen“ (12./13. Jahrhundert). Es gab wechselnde Klosterherrschaften und lange Besitzstreitigkeiten zwischen der Stadt Schaffhausen und den Stühlinger Landgrafen. 1643 geschah eine Plünderung durch eine schwedische Einsatztruppe, die zur Küssaburg weiterzog, deren Besatzung die eigene Festung in Brand setzte. 1722 erfolgte die endgültige Übernahme durch das Kloster St. Blasien. Ende April 1945 gab es Abwehrkämpfe deutscher Einheiten gegen einen französischen Panzerverband aus Richtung Waldshut. Fützen liegt heute zwischen der Wutachtalbahn mit eigenem Bahnhof und der Umgehung der B 314.
- Hondingen

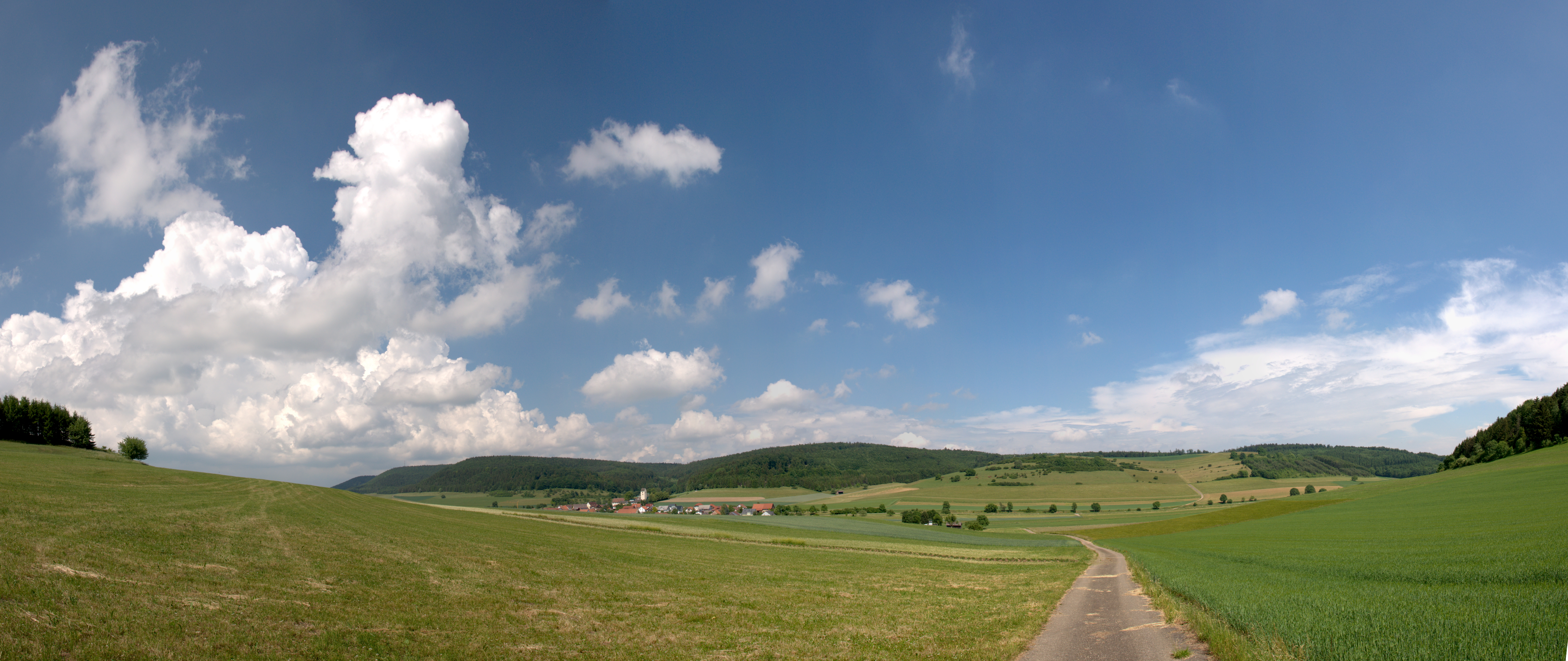
Hondingen

764 und 817 n. Chr. wurde Hondingen unter dem Namen „Huntingun“ erwähnt, der einen Rückschluss auf keltischen Ursprung erlaubt. Der Ort liegt bereits im Vorfeld nach Fürstenberg und könnte nach neueren Abwägungen an der ehemaligen Römerstraße gelegen haben, die vom Hochrhein her bei Riedöschingen oder dem Steppacher Hof das Ried überquerte. Hondingen ist auch heute noch landwirtschaftlich geprägt.
- Kommingen

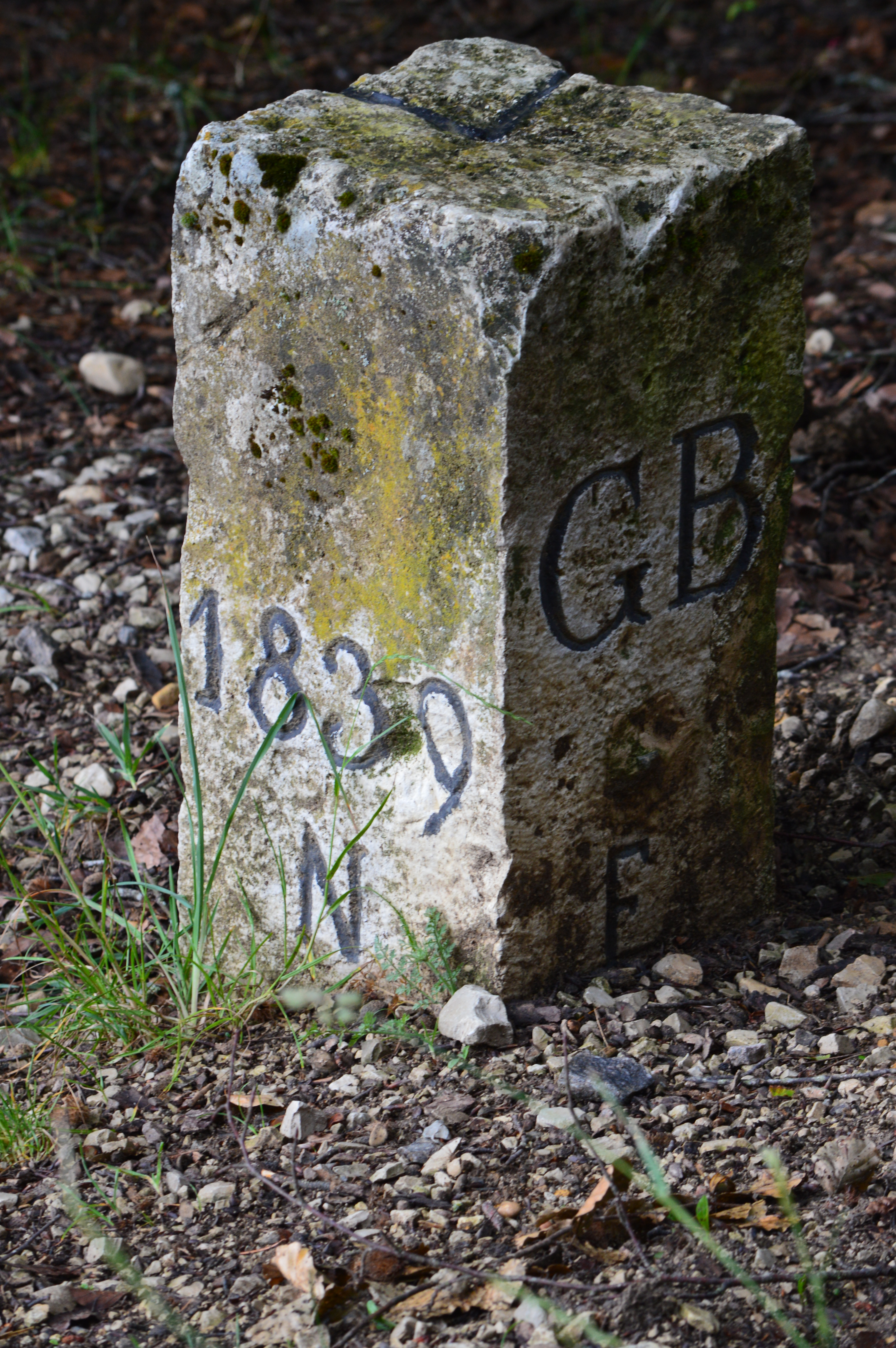
Der „Schwarze Stein“ (GB = Großherzogtum Baden)

Das Straßendorf liegt an der Straße in den Hegau und war in Mittelalter und Neuzeit eng mit Tengen verbunden. Frühgeschichtliche Siedlungsspuren gibt es aus römischer und alamannischer Zeit. Der Ort wird als Ausgangspunkt für Höhenwanderungen (Randen/Hegau) genutzt.
- Nordhalden

Dies ist eine Gemeinde abseits der größeren Verbindungen, vermutet wird eine Gründung durch Aussiedler aus Bargen (Schweiz). Bei Hof Neuhaus steht der „Schwarze Stein“, ein Grenzstein von 1839, der zugleich als nördlichster Punkt der Schweiz gilt. Es ist ein traditionelles Handwerkerdorf an der Schweizer Grenze. Bis zur Eingliederung in die Stadt Blumberg am 1. Januar 1971 gehörte Nordhalden zum Landkreis Konstanz. 1995 wurde eine Dorfsanierung abgeschlossen.
- Randen (Randendorf)

Einer Erzählung zufolge existierte die Siedlung nach einer Karte erst ab 1620 – gegen Anfang des Dreißigjährigen Krieges, der jedoch erst später in der Region wütete. „Eine Nachfrage zu dieser Karte ergab, dass es eine solche Karte gar nicht gibt. Stattdessen wurde von offizieller Seite auf eine urkundliche Ersterwähnung aus dem Jahr 1122 verwiesen.“
Als frühzeitlicher Siedlungsort wird die Lage auf der Anhöhe als ungünstig angesehen. Randen zählte zur Herrschaft Blumberg und wie die ganze Baar zum Fürstentum Fürstenberg. Das Dorf kam nach der Abschaffung der Standesherrschaften – der „Mediatisierung“ 1806 – zum Großherzogtum Baden. Ende April 1945 wurde der Ort bei Kämpfen zwischen französischen und deutschen Truppen, die aus dem Talkessel ausbrachen, weitgehend zerstört.
Die Siedlung ist seit alter Zeit Ortsteil von Blumberg an der alten Straße Hüfingen–Schaffhausen – ein Umstand, der früher durch den Reiseverkehr von Vorteil war, heute jedoch durch den unablässigen LKW-Transit in eine starke Belastung umgeschlagen ist.
- Riedböhringen

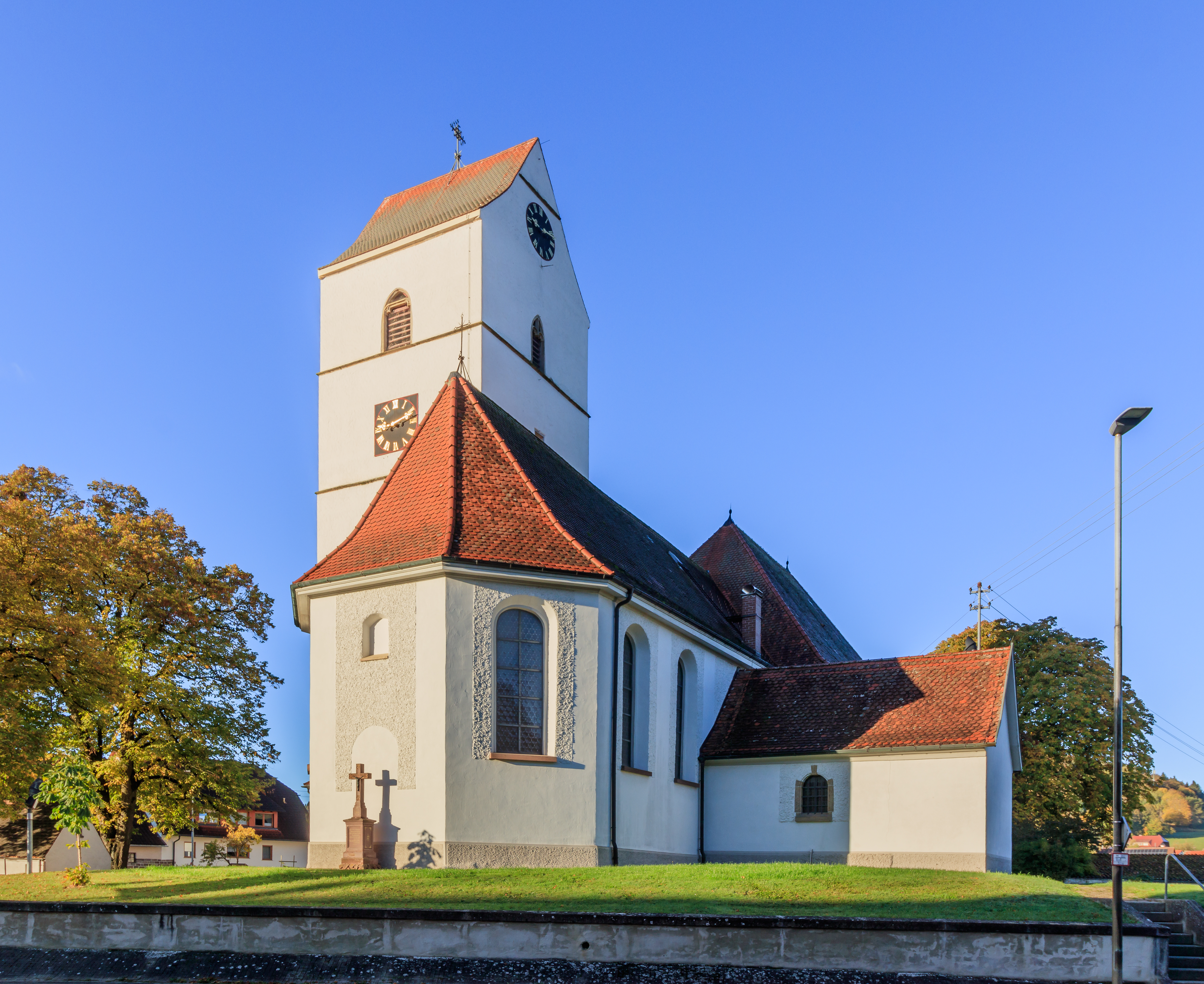
Kirche St. Genesius in Riedböhringen

Riedböhringen weist frühe Siedlungsspuren aus der Bronzezeit und von Kelten auf. Der Name mit der Endung -ingen weist auf eine alamannische Gründung. Nachweisbar (seit 1498) ist der wohl eigenständig gebaute alte Turm (ehemaliger Wachturm) und heutige Kirchturm. Der Ort liegt in einem von zahlreichen Berghügeln (bucks genannt) umgebenen Tal.
Ein Bürgersohn war Kardinal Bea, der beim Zweiten Vatikanischen Konzil (1962–1965) in Rom von katholischer Seite nach den Erfahrungen der Kirchen mit der Hitler-Herrschaft den Kompromiss mit anderen Religionsgemeinschaften bewerkstelligte, der zur Ökumene führte. In seinem Geburtshaus ist ein Museum eingerichtet.
- Riedöschingen

Dies ist eine größere Gemeinde abseits der Verkehrsadern. 1200 urkundlich als „Villa Eschingen“ erwähnt, könnte ihr Ursprung auf eine römische Villa rustica, einen Gutshof, zurückgeführt werden. Der heutige Name mit der Endung -ingen weist auf die alamannische Dorfgründung hin. Einer Überlieferung zufolge könnte schon früh eine karolingische „Urkirche“ im Ort gestanden haben, urkundlich festgestellt ist sie 1175; der untere Teil des Turmes wird aus dieser Zeit stammen. Wie die meisten Ortschaften war auch Riedöschingen in Mittelalter und Neuzeit wechselnden Kloster- und weltlichen Herrschaften unterstellt.
- Zollhaus

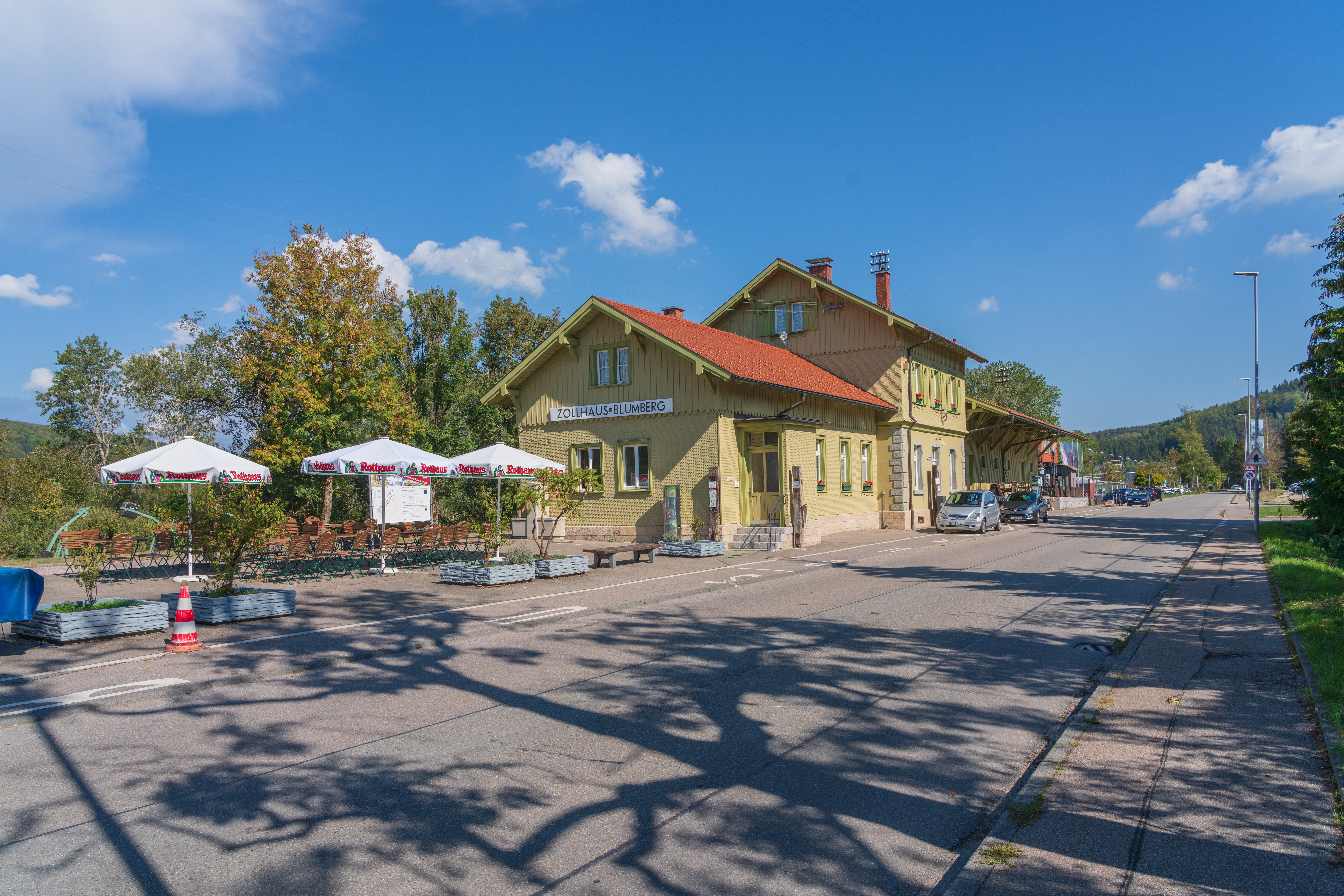
Bahnhof Zollhaus (Museumsbahn).

Zollhaus ist wie Randen ebenfalls alter Ortsteil von Blumberg – er war seit dem Mittelalter die Kontroll- und Zollstelle der Blumberger Herren an der Hauptstraße Schaffhausen–Hüfingen (später Donaueschingen). Seine Bedeutung blieb auch Ende des 19. Jahrhunderts als Station und Umschlagplatz der Strategischen Bahn erhalten. Der Bahnhof in Zollhaus ist auch heute noch Dreh- und Angelpunkt der ehemaligen Strategischen Umgehungsbahn. Im Bahnhof befindet sich heute das Museum. Den Charakter einer „Straßenstation“ besitzt Zollhaus auch heute noch.
Höfe und ehemalige Siedlungen
Bei Achdorf liegen die Wüstungen Helzenhofen (auch teilweise zu Fützen), Kazunstaige und Keglingen (z. T. auch zum Stadtteil Riedböhringen). In der Kernstadt liegt die Wüstung Bislingen. In Fützen liegen die Wüstungen Hetzenhofen (auch teilweise als Helzenhofen zum Stadtteil Achdorf), Schlatt, Moggerenmühle und Talerhof. In Hondingen liegen die Wüstungen Bollhof und Hofen, in Riedböhringen die Wüstungen Keglingen (z. T. auch zum Stadtteil Achdorf), Wallenberg und Weil, und in Riedöschingen liegt die Wüstung Aitlingen.

### Schutzgebiete
In Blumberg liegen die Naturschutzgebiete Billibuck, Hondinger Zisiberg, Wutachflühen und das Natur- und Landschaftsschutzgebiet Zollhausried sowie das Landschaftsschutzgebiet Achdorfer Tal, Buchberg und Mundelfinger Viehweide. Darüber hinaus hat Blumberg Anteil an den FFH-Gebieten Wutachschlucht, Blumberger Pforte und Mittlere Wutach und Südliche Baaralb sowie am Vogelschutzgebiet Wutach und Baaralb. Blumberg liegt zudem im Naturpark Südschwarzwald.

## Geschichte

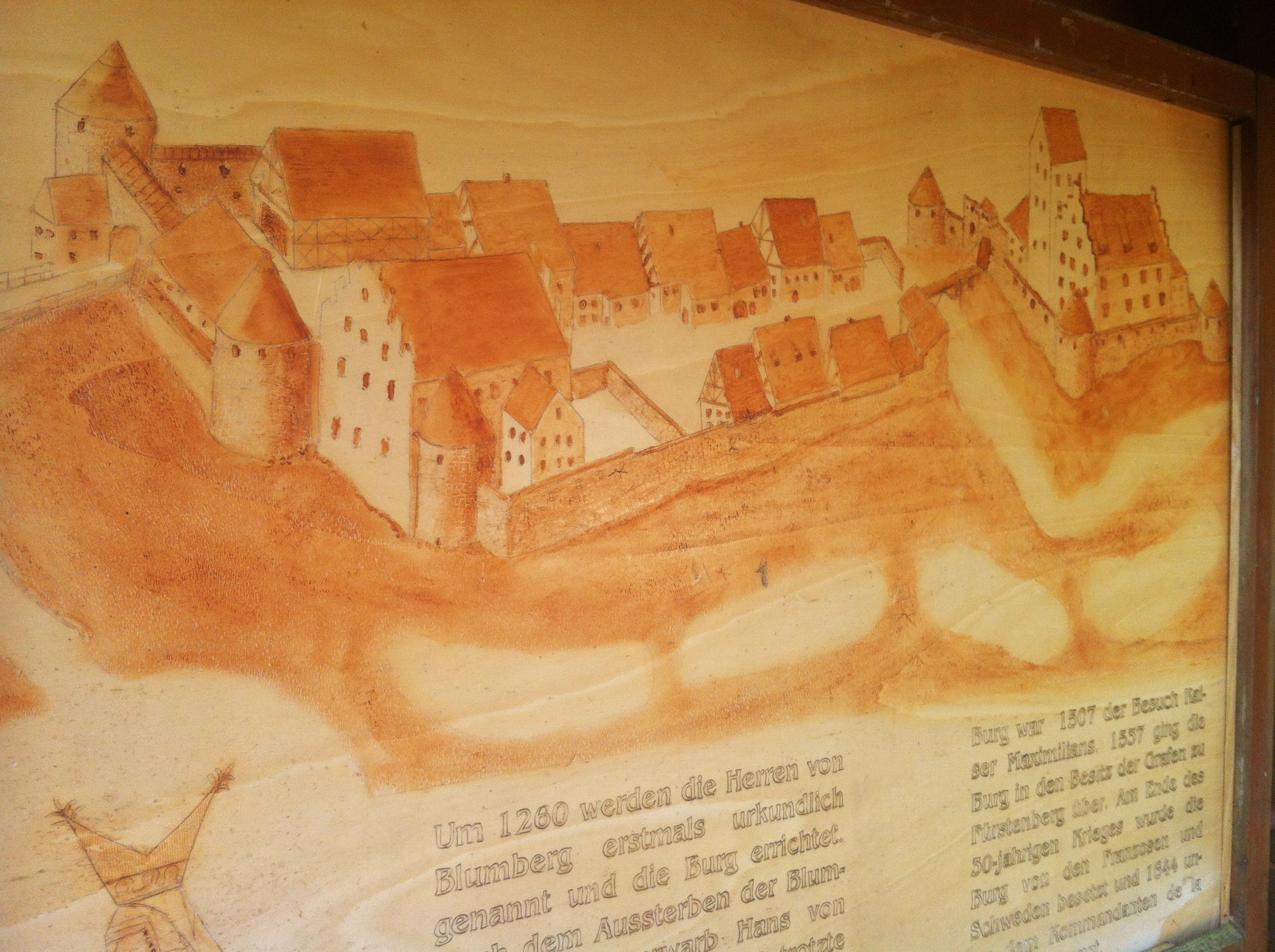
Nachempfundene Ansicht von Burg und Stadt (Vorburg) auf der Infotafel an der ehemaligen Burgstelle

Die Stadt Blumberg wurde durch mehrere außergewöhnliche historische Ereignisse geprägt. Ihre Begründung beruhte nicht auf einer langen Siedlungs(vor)geschichte; die Stadt entstand nach einem Burgenbau im 13. Jahrhundert aus der dortigen ‚Vorburg‘ (Burg Mühleg), der sich damals bis ins 19. Jahrhundert östlich noch „das Dorf“ anschloss. Nach der Zerstörung der Burg im Dreißigjährigen Krieg und einem kurz anhaltenden Versuch der Landesherren im 17. Jahrhundert, den Ort zur Bergbaustätte aufzurüsten, entwickelte sich Blumberg für ein Jahrhundert wieder zum „vergessenen“ Bauerndörfchen zurück. Bedeutung erlangte Blumberg wieder als Amtsstadt der Fürstenberger im 18. Jahrhundert und mit dem Strategischen Bahnbau Ende des 19. Jahrhunderts. Vor und anfangs des Zweiten Weltkriegs wurde Blumberg als „Bergbauprojekt“ Gegenstand und Opfer nationalsozialistischer Wirtschaftspolitik.

### Eingemeindungen
Im Zuge der Gemeindegebietsreform in Baden-Württemberg wurden folgende Gemeinden nach Blumberg eingemeindet:
- 1. Januar 1971: Epfenhofen, Kommingen und Nordhalden[11]
- 1. April 1972: Achdorf, Hondingen, Riedböhringen und Riedöschingen[12]
- 1. Januar 1975: Fützen[13]
- Die eingemeindeten Stadtteile bilden Ortschaften im Sinne der baden-württembergischen Gemeindeordnung mit jeweils eigenem Ortschaftsrat und Ortsvorsteher als dessen Vorsitzender.

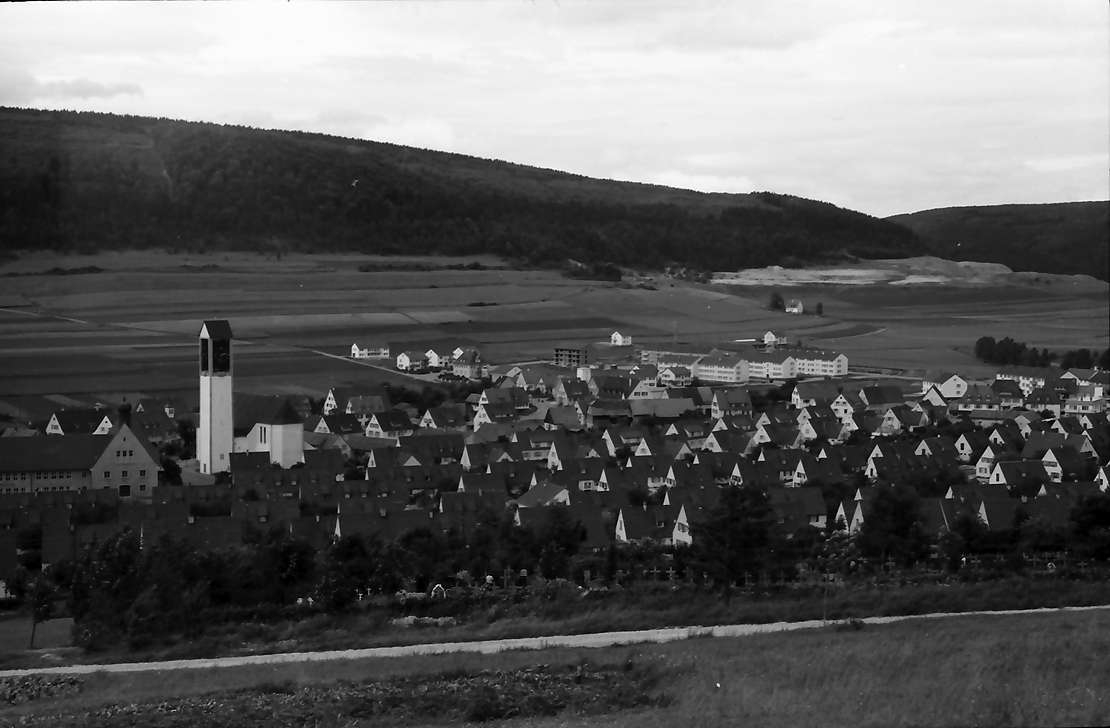
Stadtansicht 1960

### Stadt der Gegenwart
Durch die ausgedehnten Bergarbeiter-Reihenhaussiedlungen besitzt Blumberg einen für süddeutsche Verhältnisse außergewöhnlichen Charakter – die Stadt erinnert auch durch breit angelegte Straßen an Orte im Ruhrgebiet. Dazu kommen heute zwei ausgedehnte Gewerbegebiete östlich der Stadt und bei Blumberg-Zollhaus. Im Gegensatz zu den alten süddeutschen Städtchen hatte Blumberg nie ein „Platzproblem“ auf seiner Hochebene – dies zeigt sich in der weitflächigen Anlage, durchzogen von kleinen Parks und teils noch wiesenartigen Streifen sowie (Schreber-)Gärten und kleinen Werkstätten. Die ehemalige Vorburg ist heute ein Ensemble von modernisierten spätmittelalterlichen Gebäuden.
Die moderne Stadt präsentiert sich mit einem kleinen weitläufigen Zentrum in ruhiger Lage, da der Verkehrsfluss von der Bundesautobahn A 81 mit dem hohen LKW-Aufkommen der Transitstrecke Ost/Südwesteuropa über die Bundesstraße B 27 zur B 314 zwei Kilometer am Ort vorbei führt.
Blumberg bietet seiner Einwohnerschaft neben sozialen Einrichtungen und Aktivitäten einer der Größe entsprechende Infrastruktur an Versorgung und Dienstleistung. Merkmale sind ein am Eichberg gelegenes „Panorama-Bad“ und eine Reihe traditioneller Märkte und Veranstaltungen. Unter anderen:
- Straßenmalerei (Streetart-Festival) Anfang Juli.
- Stadtfest Anfang September.

Aktuelle Projekte sind die Reorganisation des Schulwesens und die Innenstadtsanierung im Rahmen des Landessanierungsprogramms „Stadtmitte II“ (Beginn der Durchführung: Anfang 2019).

## Kultur

### Bildung und Jugend
In Blumberg befinden sich:
- die Grund- und Werkrealschule Eichberg (GWRS), ehemals Viktor-von-Scheffel-Schule,[14]
- eine Realschule und Ganztagesschule in der Achdorfer Straße,
- die Weiherdammschule (Förderschule).

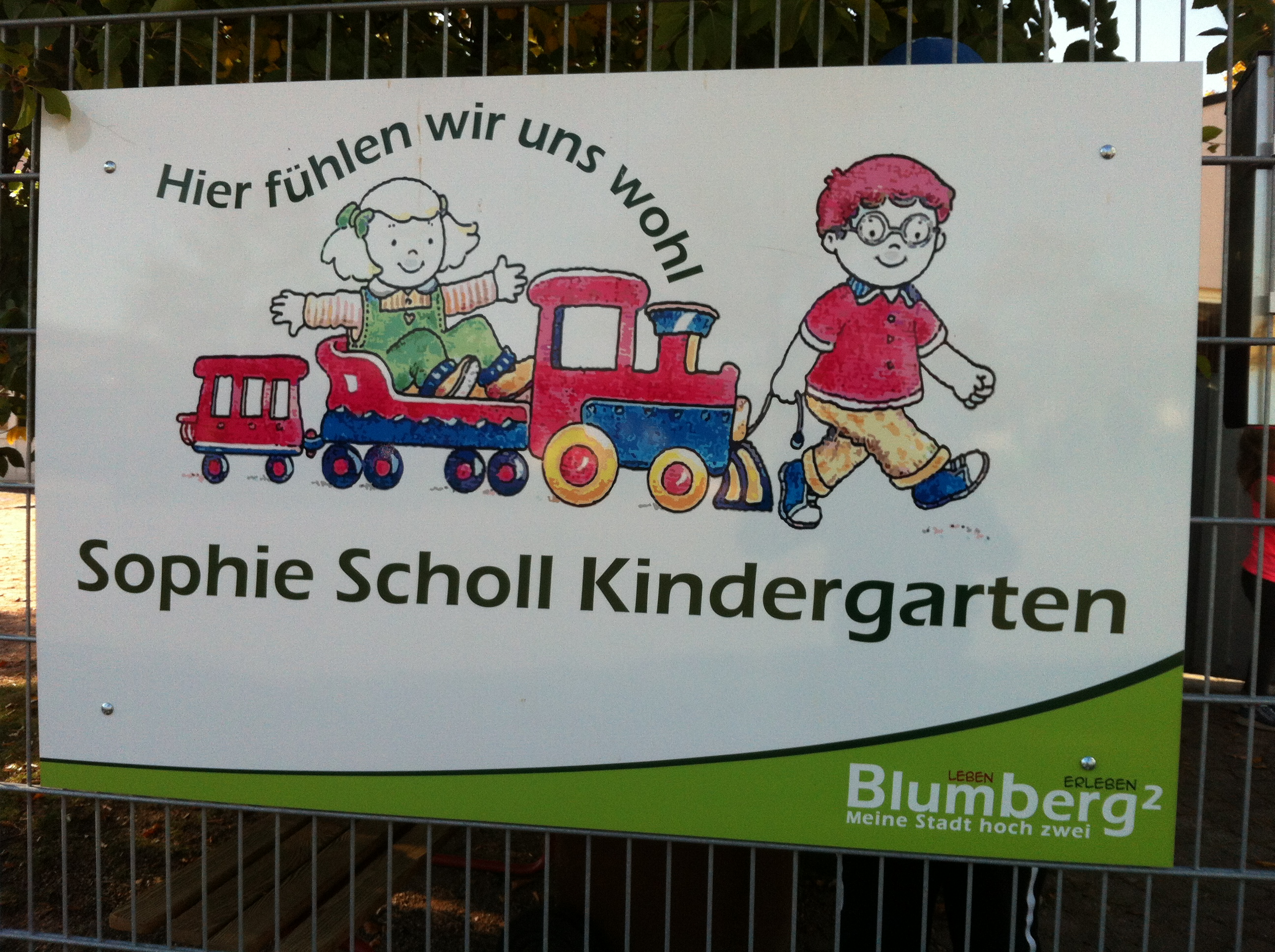

- Grundschulen bestehen in der Kernstadt sowie in Fützen, Riedböhringen und Riedöschingen.
- Für die jüngsten Einwohner bestehen im Raum Blumberg vier kommunale, drei römisch-katholische und ein evangelischer Kindergarten. Der städtische Kindergarten in der Achdorfer Straße ist nach der jungen Widerstandskämpferin Sophie Scholl benannt, die in der Zeit des Nationalsozialismus ein halbes Jahr als Kindergärtnerin in Blumberg arbeitete („Haus am Buchberg“).
- Jugendzentrum im Vogthaus in der Vogtgasse.

Aktuell steht die Neuorganisation der Schulgliederung und eine entsprechende Zusammenfassung im Baubereich an („Schulcampus“).
- Die Stadtbibliothek Blumberg profiliert sich über ein übliches Medienangebot hinaus mit einem umfangreichen Bahnarchiv: Seit 1997 wird Literatur zum Thema „Dampfeisenbahn“ gesammelt, hinzu kommen Dokumente zur Strategischen Bahn.

### Soziale Einrichtungen/Aktivitäten
- Bürgerlotsen zur Begleitung bei der außerhäuslichen Alltagsorganisation und mit Initiativen zu Gesellschaftlichkeit
- Seniorenwohnanlage sowie Neubau einer Anlage zwischen Haupt- und Tevestraße
- Flüchtlingshilfe Blumberg, gegründet von der Stadt Blumberg mit ehrenamtlich engagierten Bürgern

## Religion

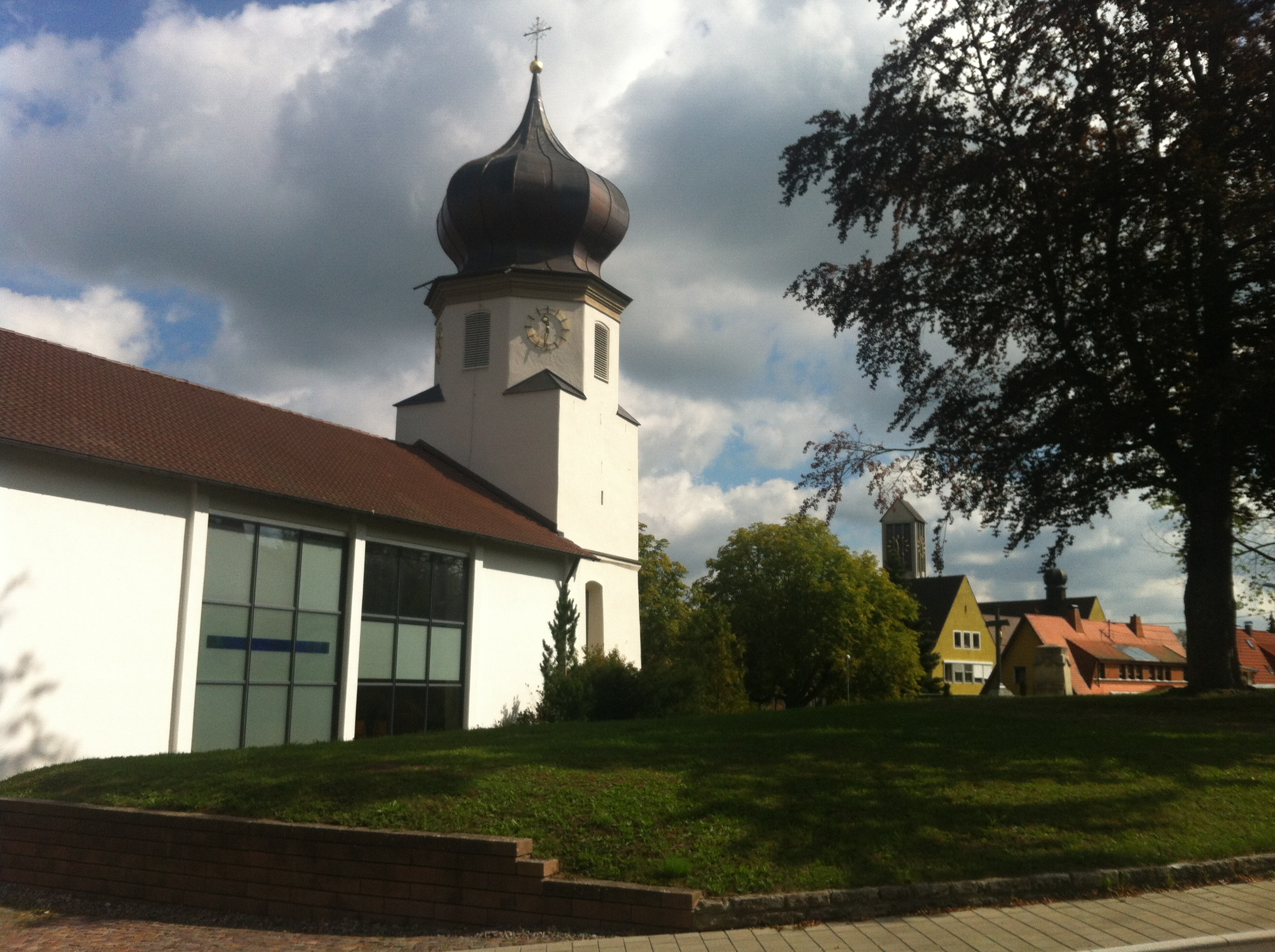
Alte Stadtkirche und heute Evangelische Kirche. Im Hintergrund der Turm der katholischen Kirche

Traditionell besitzt Blumberg eine katholische, eine altkatholische und eine evangelische Gemeinde mit eigenen Kirchen.
Da es vor dem Burgbau im 13. Jahrhundert keine größere Siedlung in der Raumschaft gab, wird eine erste Kapelle in der Burg angenommen. Die älteste Kirche – die „Leutkirche“ – lässt sich urkundlich und auch archäologisch auf Mitte des 14. Jahrhunderts bestimmen. Im Dreißigjährigen Krieg schwer beschädigt, wurde um 1650 der heute noch bestehende Zwiebelturm gebaut. Diese Kirche ist jedoch seit den 1950er Jahren – nach Abriss und Bau eines neuen Kirchenschiffes – die evangelische Kirche.
Vorangegangen war diesem Wechsel ein Konflikt zwischen den Konfessionen in Blumberg, der auch ein gesellschaftliches Problem widerspiegelte: Katholisch waren die Einheimischen, evangelisch die Zugezogenen in den Zeiten des Bergbaus der 1930er Jahre, meist Arbeiterfamilien. Die soziale Katastrophe, die die nationalsozialistische Wirtschaftspolitik angerichtet hatte, führte im folgenden Überlebenskampf teils zu erbitterter Feindschaft unter den Bevölkerungsgruppen, die sich erst nach dem Wirtschaftswunder und einer besonnenen Kommunalpolitik wieder ausglich.

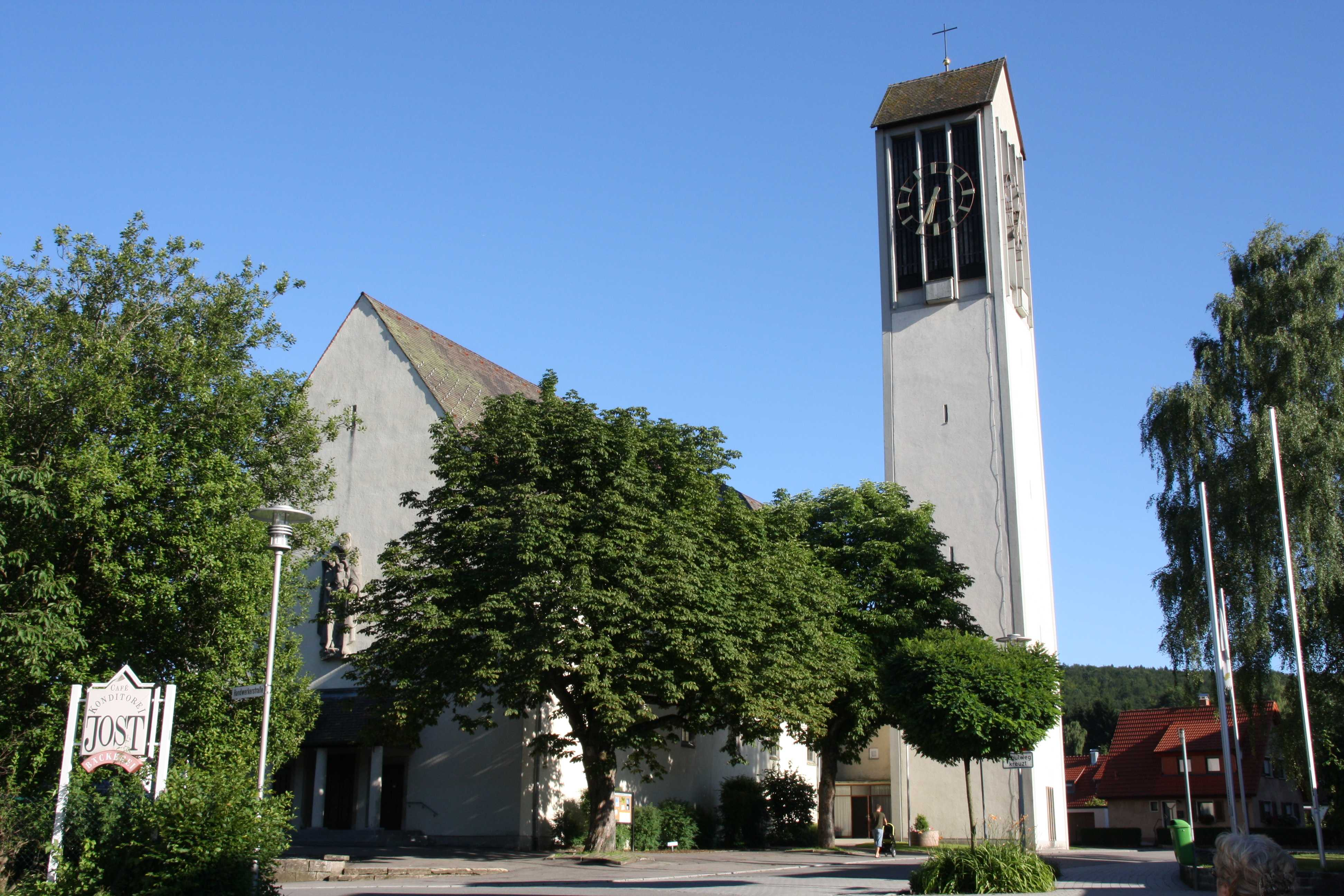
St. Andreas Blumberg

Der Konflikt zwischen Alteingesessenen und Zugezogenen bildete sich unter den Konfessionen ab: im Streit um den Bauplatz einer evangelischen Kirche. Dabei ging es auch darum, dass „eine zu große Nähe zwischen den zwei Gotteshäusern nicht wünschenswert (sei).“ Erst nach dem Eingreifen des Landrates, des Prinzen Max von Fürstenberg und des Evangelischen Oberkirchenrates kam es zu einem Kompromiss: Die Katholiken bauten 1951 eine neue Kirche, die Evangelischen erwarben die alte Leutkirche und bauten sie 1952 um. Die Altkatholiken hatten ab 1951 die römisch-katholische Notkirche von 1875 genutzt und bauten 1971/72 ebenfalls eine neue Kirche.
Das Verhältnis beider Seiten besserte sich allmählich, doch erst „im Jahr 1977 kann von ernsthaften ökumenischen Kontakten gesprochen werden.“
- Die etwa 4800 Katholiken gehören zur Pfarrgemeinde St. Andreas in der Seelsorgeeinheit „Katholische Kirchengemeinde Blumberg“ im Dekanat Schwarzwald-Baar des Erzbistums Freiburg.
- Die rund 1800 evangelischen Christen sind in der Evangelischen Kirchengemeinde Blumberg im Kirchenbezirk Villingen der Evangelischen Landeskirche in Baden versammelt.
- Die ungefähr 600 Altkatholiken bilden die Gemeinde Blumberg im Katholischen Bistum der Alt-Katholiken in Deutschland.
- Seit 1950 besteht auch eine neuapostolische Gemeinde.
- Weiterhin „konnten auch die Zeugen Jehovas in Blumberg Fuß fassen.“[15]

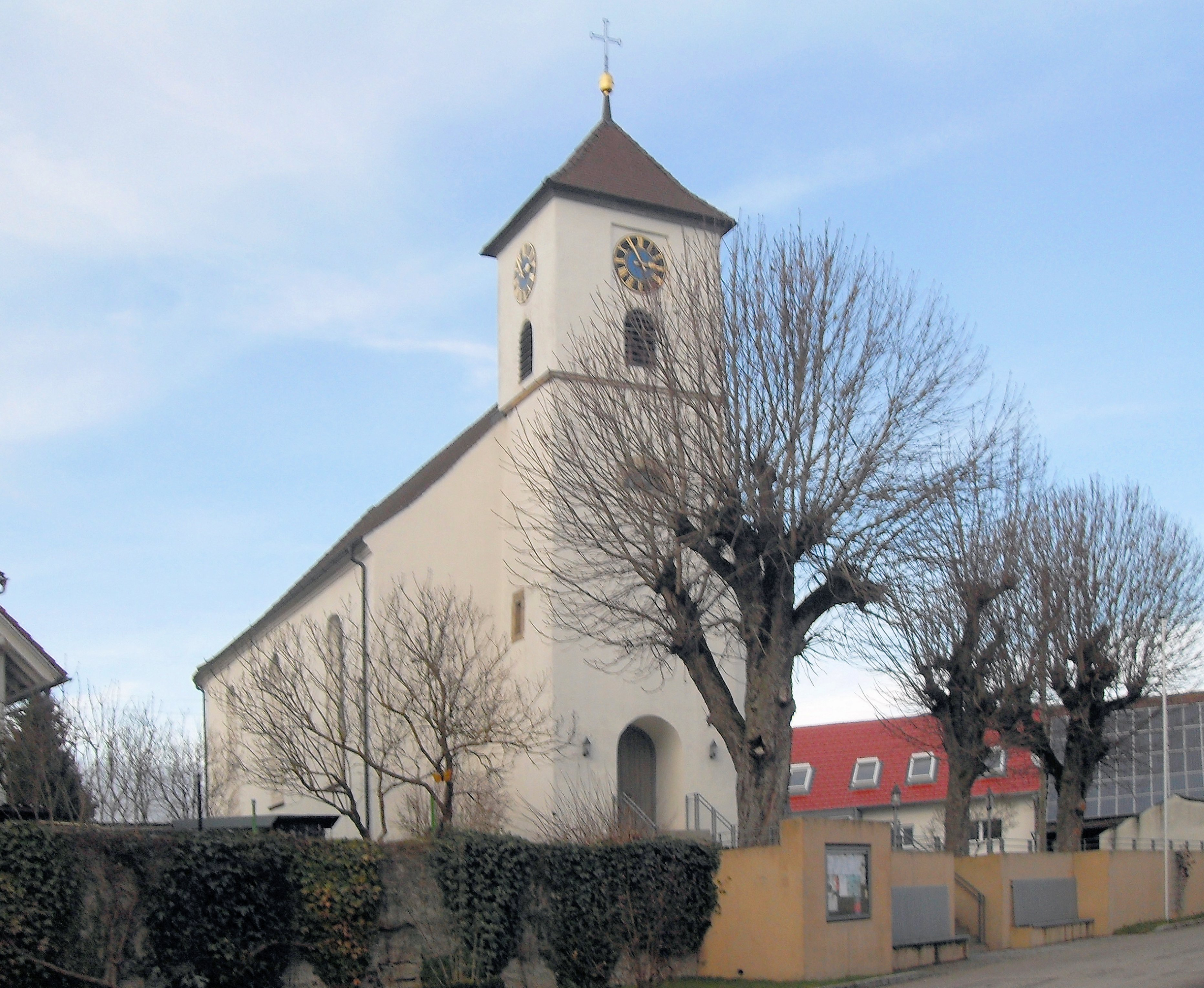
St. Cyriak Blumberg-Kommingen

Kirchen der Stadt und der Ortschaften
römisch-katholisch
- St. Andreas Blumberg
- St. Nikolaus (Achdorf)
- St. Gallus (Epfenhofen)
- St. Vitus (Fützen)
- St. Martin (Hondingen)
- St. Cyriak (Kommingen)
- St. Genesius (Riedböhringen)
- St. Martin (Riedöschingen)
- Mariä Heimsuchung (Filialkirche Zollhaus)

evangelisch
- Evangelische Kirche Blumberg (Historische Stadtkirche)
- St. Johannes (Kommingen)

altkatholisch
- Christus-Kirche Blumberg[16]
- Johannes-Kirche (Kommingen)
- Erlöser-Kirche (Fützen)
- St. Stephan (Randen)

## Politik

### Gemeinderat
Nach der Kommunalwahl vom 9. Juni 2024 hat der Stadtrat von Blumberg 26 Mitglieder (2019: 29). Die Wahl führte bei einer Wahlbeteiligung von 56,5 % (+ 0,9 %) zu folgendem Ergebnis:

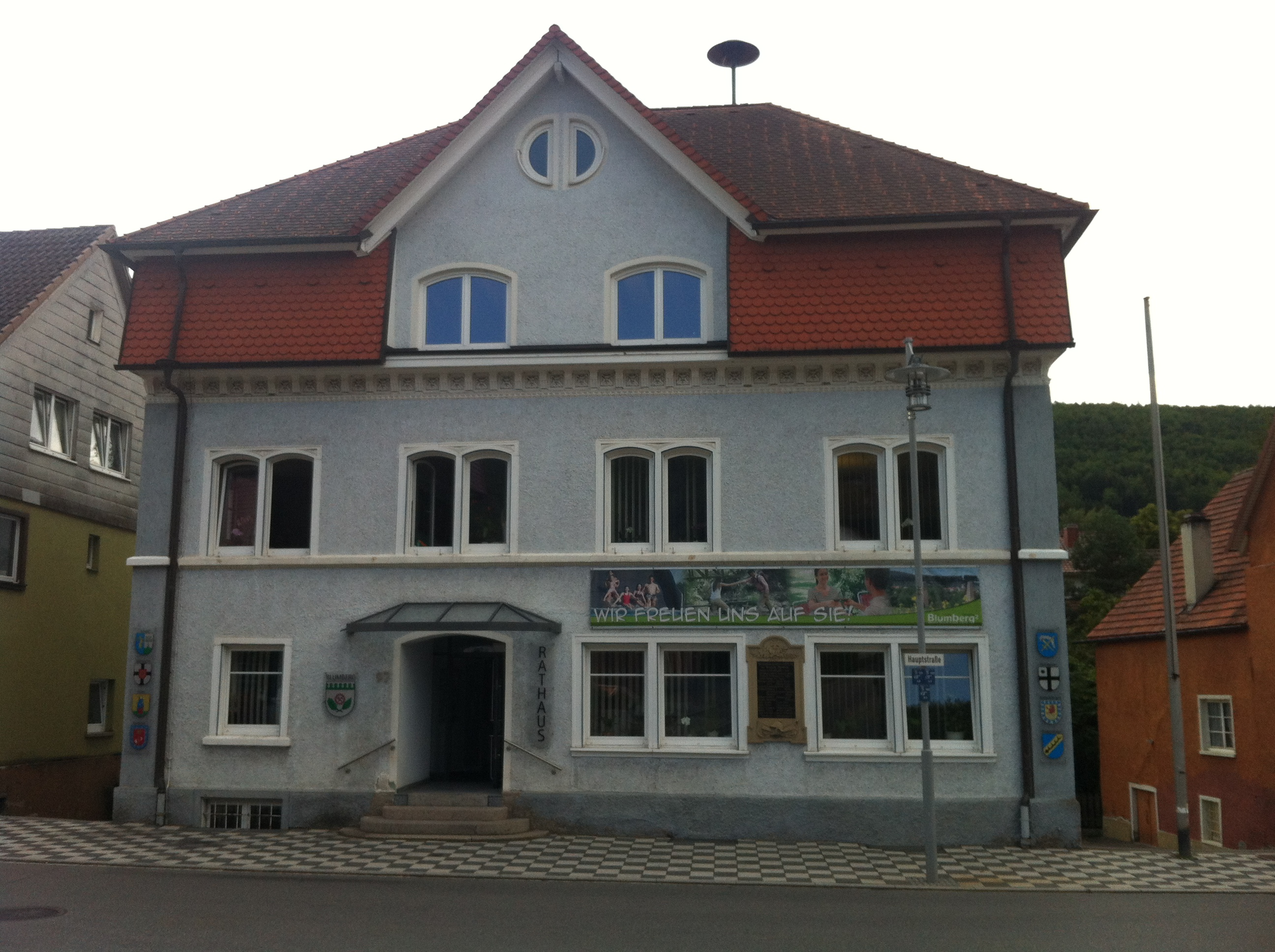
Altes Rathaus, Sitz der Kernverwaltung

| Partei / Liste | Stimmenanteil | +/− %p  | Sitze | 0+/−0 |
| CDU            | 42,0 %        | + 4,1   | 11    | ± 0   |
| Freie Liste    | 43,0 %        | + 5,8   | 11    | ± 0   |
| FDP / SPD*     | 11,3 %        | − 10,60 | 3     | − 3   |
| EB Zorbach     | 03,7 %        | + 0,8   | 1     | ± 0   |

* 2019 getrennte Listen

### Bürgermeister
Im Oktober 2017 wurde Markus Keller (parteilos) im ersten Wahlgang mit 98,1 % als Bürgermeister bestätigt (Alleinkandidat).
Die Verwaltung befindet sich im „Alten Rathaus“ und in einem modernen Zweitgebäude.

### Stadtwappen
| Wappen der Stadt Blumberg | Blasonierung: „Unter einem durch Wolkenschnitt von Silber (Weiß) und Grün geteilten Schildhaupt in Silber (Weiß) ein roter Zahnkranz, worin schräggekreuzt ein roter Hammer und ein rotes Eisen, unter dem Zahnkranz schräggekreuzt ein grünes Eichen- und ein grünes Buchenblatt.“ |
| Wappen der Stadt Blumberg | Wappenbegründung: Aus fürstenbergischer Zeit stammt das älteste Typar des Stadtsiegels (1564). Es zeigt in gespaltenem Schild oben das Wolkenfeh, das auch im Wappen der Herren von Blumberg und als Schildbord im fürstenbergischen Wappen vorkommt, unten einen für den Ortsnamen „redenden“ Dreiberg. Im 19. Jahrhundert wurde der Dreiberg auch weggelassen, das untere Feld nur damasziert gezeichnet. Am 7. Juli 1960 verlieh das Innenministerium das heute gültige Wappen, in das neben dem Wolkenfeh Berghämmer und Zahnkranz als Symbole für den seit dem 17. Jahrhundert betriebenen Erzabbau aufgenommen wurden. Die Blätter weisen auf die Lage der Stadt zwischen Eichberg und Buchberg hin. |

Wappen der ehemals eigenständigen Gemeinden

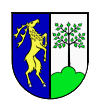
Achdorf
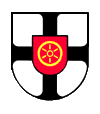
Epfenhofen
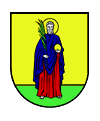
Fützen
Hondingen
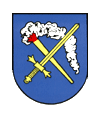
Kommingen
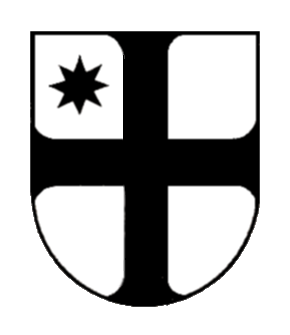
Nordhalden
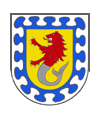
Riedböhringen
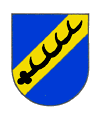
Riedöschingen

### Städtepartnerschaften
Partnergemeinden von Blumberg sind Valdoie in der Region Bourgogne-Franche-Comté (Frankreich) und Kunszentmiklós in Ungarn.

## Wirtschaft und Gewerbe
Um die verheerende ökonomische und soziale Lage der Stadt nach dem Abbruch des Eisenerzabbaus 1942 zu meistern, sahen sich Verwaltung und Bürgerschaft in der Nachkriegszeit zu außerordentlicher Aktivität veranlasst, um neues Gewerbe und auch wieder Industrie heranzuziehen. Dies gelang zunehmend nach der Währungsreform 1948.

### Unternehmen
Der Ort ist Standort der 1945 als „kriegswichtig“ angesiedelten Teveswerke, heute eines der bedeutendsten Hersteller von Motorventilen (früher TRW Automotive, das Werk wurde Anfang 2015 von Federal-Mogul übernommen.).
In der Nachkriegszeit hatte die Lauffenmühle-Taschentuchweberei, die bis 1995 bestand, große Bedeutung. Das nach Entwurf von Egon Eiermann gebaute, 1969 mit dem Hugo-Häring-Preis ausgezeichnete Fabrikgebäude wurde 2009 trotz Denkmalschutz abgebrochen.
Weitere in der Stadt ansässige Unternehmen:
- METZ CONNECT (Verkabelungssysteme in Kupfer- und Glasfasertechnik, Hersteller von analogen und digitalen Telekommunikationskomponenten)
- Straub-Verpackungen Wellpappfabrik
- Feederle (Stahlbau)
- Teubert (Maschinenbau)
- Schwarzwaldhof GmbH (Schwarzwälder Schinken) Edeka Südwest

Eingerichtet ist das Förderprogramm für Gewerbebetriebe: Spitze auf dem Land – Technologieführer für Baden-Württemberg, mit dem kleine und mittlere Unternehmen mit weniger als 100 Beschäftigten im Ländlichen Raum angesprochen werden, die ein „Potenzial zur Technologieführerschaft erkennen lassen. […] Das Förderprogramm ist auf umfangreiche Investitionen ausgerichtet.“ (Webseite Stadtmarketing).

### Medien
- In Blumberg betreibt der Südkurier eine Lokalredaktion.
- Die Breitbandversorgung ist im Raum Blumberg realisiert.
- Im August 2018 wurde „ein neuer Internet-Knotenpunkt in Betrieb genommen, über den Blumberg nun eine Glasfaserverbindung in die Schweiz zum dortigen Hauptknotenpunkt Zürich“ hat. Damit ist eine „Anbindung an die beiden Hauptknotenpunkte Zürich und Frankfurt“ (DE-CIX) hergestellt, die „für alle Nutzer des Verbandsnetzes eine doppelte Absicherung gegen Ausfälle (bedeute). […] In der Kernstadt hätten sich 70 Prozent der Bürger für einen Glasfaseranschluss entschieden, in den Ortsteilen 80 Prozent.“[22]

## Verkehr

### Kfz-Verkehr

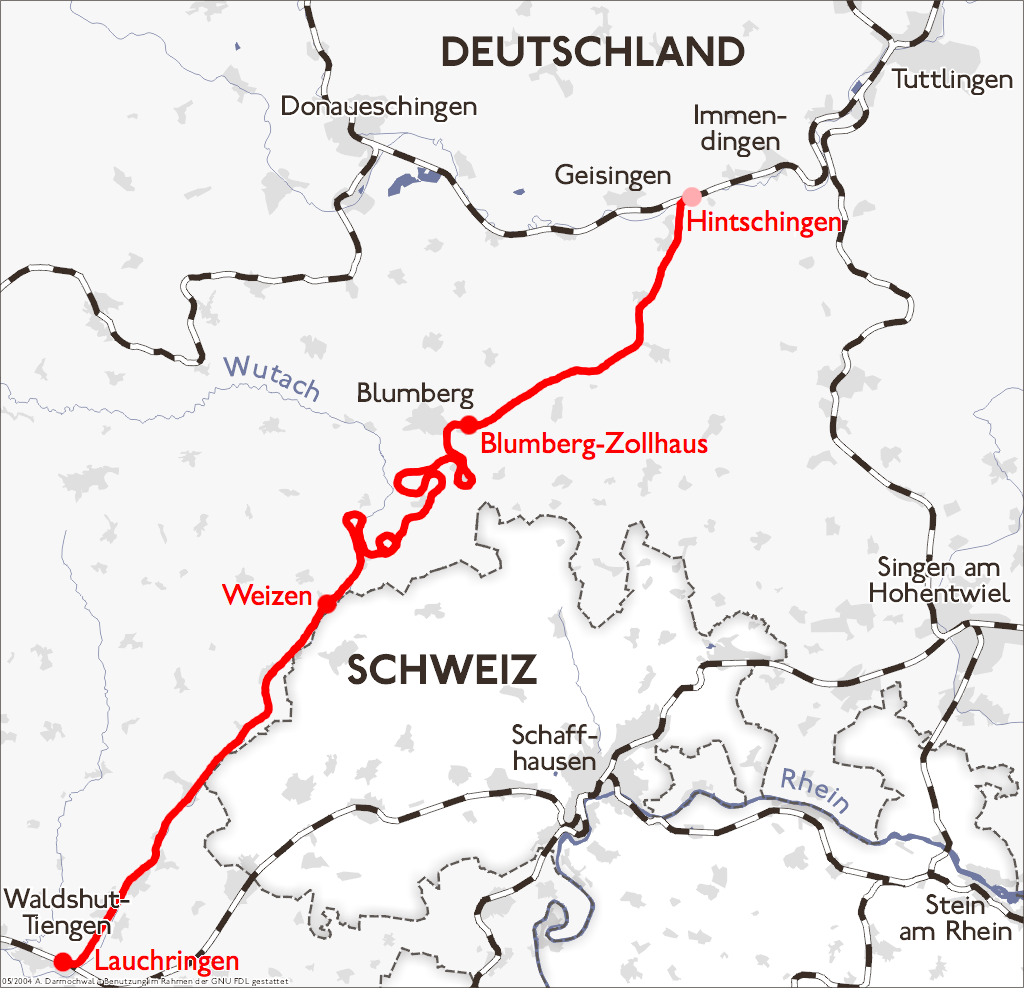
Lage von Blumberg an der Museumsbahn mit West/Ost-Anbindungen

Von Norden aus wird das städtische Umfeld über die Bundesstraße 27 erreicht – diese wird vor allem durch die Autobahn A 81 (Ausfahrt Geisingen) belastet. Der LKW-Verkehrsfluss – vorwiegend aus Osteuropa – umgeht hier die Schweiz über Engpässe durch das Dorf Randen auf der Bundesstraße 314 in den Talkessel von Epfenhofen über Stühlingen nach Waldshut-Tiengen (B 34) und bei Lörrach weiter in die südwesteuropäischen Staaten. Hier handelt es sich um eine Lücke im süddeutschen Autobahnnetz zwischen der A 81 und der A 98, die sich aus geographischen Gründen auf deutschem Gebiet nicht anbinden lassen. Die Schweiz hatte bereits in den 1960er Jahren klar gestellt, dass sie diese Anbindung nicht auf ihrem Gebiet ausführen lassen wird. An der Stadt Blumberg selbst zieht der Verkehrsfluss am Blumberger Kreisel vorbei.

### Bahnverkehr
Blumberg liegt an der auch „Wutachtalbahn“ genannten Strecke von Lauchringen nach Hintschingen und ist an das Ringzug-System angeschlossen, das Blumberg mit Immendingen, Tuttlingen und Rottweil verbindet. Darüber hinaus verkehrt die Museumsbahn („Sauschwänzlebahn“) zwischen Blumberg und Weizen, die von der Stadt seit ihrer Gründung im Jahr 1977 maßgeblich unterstützt wurde und seit 2014 mit ihrer Gesellschaft Bahnbetriebe Blumberg GmbH & Co. KG als Eisenbahninfrastrukturunternehmen (EIU) betrieben wird. Blumberg verfügt über Ringzug-Haltepunkte in den Stadtteilen Zollhaus und Riedöschingen sowie über die Haltepunkte Epfenhofen, Fützen und Wutachblick, die von der Museumsbahn bedient werden. Blumberg ist in den Verkehrsverbund Schwarzwald-Baar eingegliedert. Der Abschnitt Lauchringen–Weizen wird heute von Schülerzügen bedient, die vom Bahnhof Waldshut aus bis Wutöschingen bzw. Eggingen fahren.

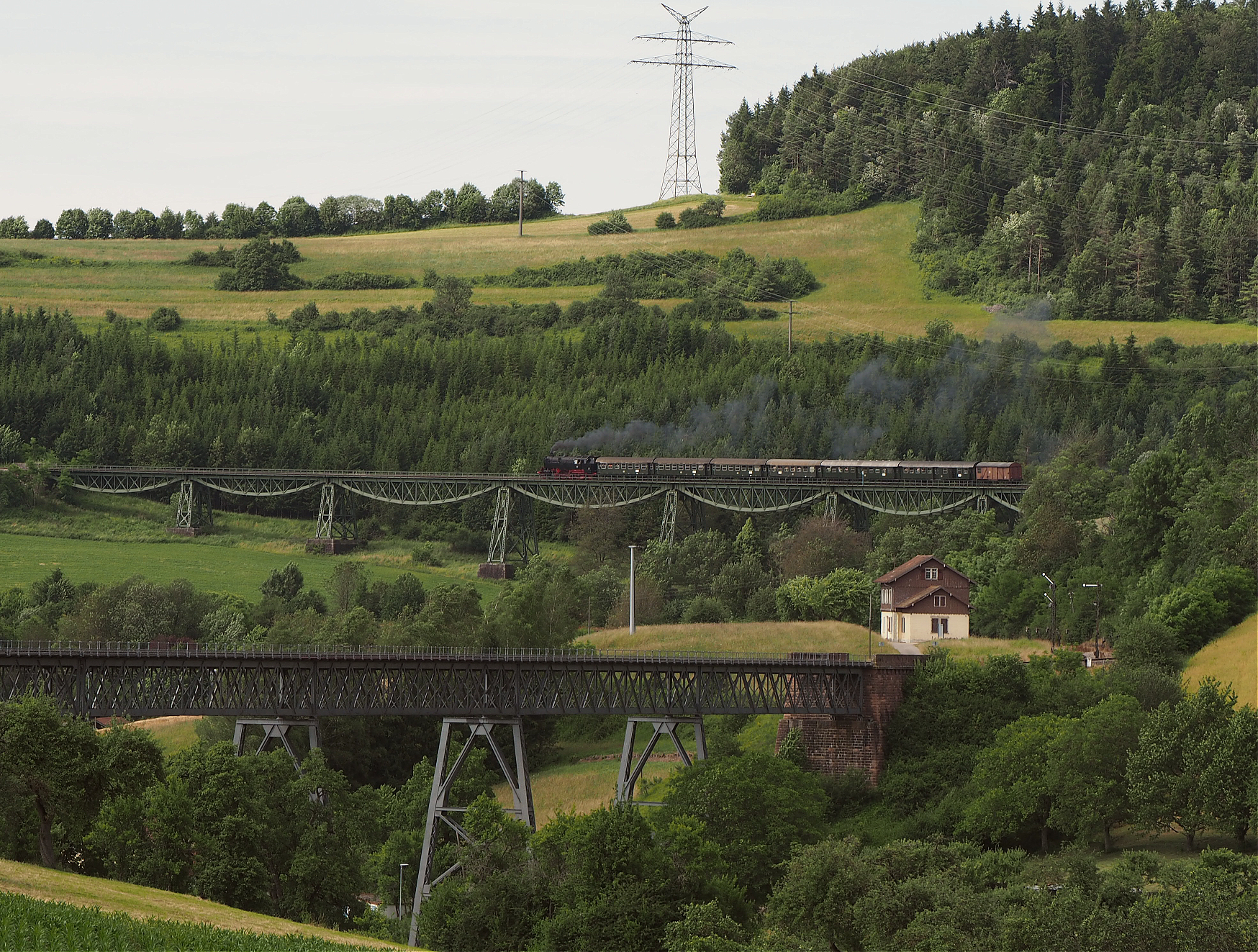
Die Wutachtalbahn zwischen Zollhaus und Epfenhofen

### Radverkehr
Durch Alltagsrouten aus dem Radnetz Baden-Württemberg sind die Blumberger Ortsteile Riedböhringen, Zollhaus und Randen mit Schaffhausen und über Hüfingen mit Donaueschingen und Bräunlingen verbunden.
Durch den Ortsteil Hondingen und an Riedöschingen vorbei verläuft als Landes-Radfernweg der Heidelberg-Schwarzwald-Bodensee-Radweg. Er führt von Heidelberg nach Radolfzell. Er verläuft von Donaueschingen kommend Richtung Tengen und Singen am Hohentwiel.

## Touristisches Profil
Standort
Blumberg liegt im Zentrum eines touristisch definierten Umkreises, der sich am ‚Tagesausflug‘ bemessend, in den Schwarzwald, die Schwäbische Alb, den Bodenseeraum, in die Nordschweiz (Schaffhausen, Kurort Bad Zurzach) und die Hochrheinebene (Bad Säckingen) reicht. Aus allen historischen Epochen von der Steinzeit (Pfahlbauten), über die Römer (Hüfingen, Vindonissa), Mittelalter (Küssaburg), Neuzeit (Festung Hohentwiel, Donaueschingen) bis zum 20. Jahrhundert (Strategische Bahn/Museumsbahn) sind Schauplätze, archäologische Orte, Monumente (Burgen, Mühlen), Museen und Altstädte (Stühlingen, Waldshut) zu erreichen. Herausragende Naturerlebnisse bieten die Schwarzwaldhöhen, die ‚einsame‘ Alb, der Rheinfall; und ab der Stadt zu Fuß ist die Wutachschlucht zu erkunden. Blumberg selbst ist ein selten weitflächiges, teils dorfartiges Städtchen mit zahlreichen Grünanlagen, einer guten Infrastruktur und bietet – da zwar nahe an Hauptverbindungen, doch vor Ort abseits der Verkehrsströme – ein (aus touristischer Perspektive) ruhiges nahes Umfeld. Großstädter schätzen die völlig unproblematische Parkraumsituation. Aus der Bergbauzeit in den 30er und 40er Jahren bietet die Stadt in ihren Außenbereichen ein für die Region fast kurioses, eher für das Ruhrgebiet typisches Siedlungsbild. Von den Werksanlagen in den nahen Bergzügen sind nur noch Reste und Spuren zu entdecken.

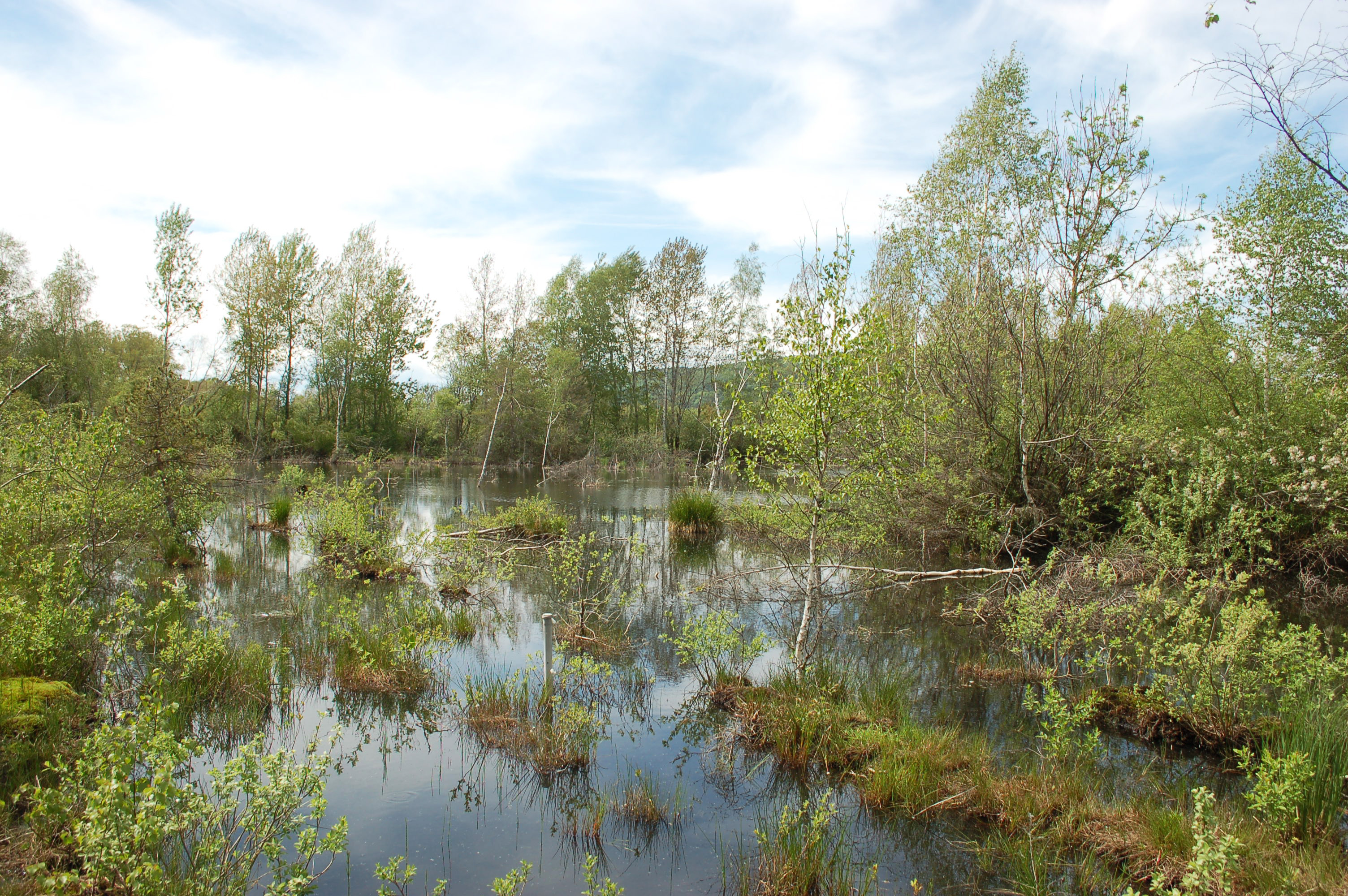
Naturschutzgebiet Zollhausried

Als Naturschutzgebiet ausgewiesen ist das Zollhaus Ried östlich der Stadt bzw. nördlich des Stadtteils Zollhaus. In einem freigegebenen Bereich zwischen dem Zollhaus Ried und der linken Talwange befindet sich ein kleiner Sport- und Segelflugplatz (Flugplatz Blumberg).
In der Stadt selbst befinden sich ein modernes Panoramabad und eine Nordic-Walking-Arena. Eine Attraktion ist die Straußenfarm auf dem Steppacher Hof. Im Winter wird eine flexible Kunsteisbahn zum Schlittschuhlauf aufgebaut.
- Wohnmobilparks befinden sich in Blumberg und Achdorf, ein Stellplatz in Blumberg-Zollhaus.
- Vom Tourismusbüro angeboten werden zahlreiche, zu festen Terminen geführte Unternehmungen, Wanderungen und Touren (Auswahl):
- Wanderungen u. a. auf dem „Sauschwänzle-Weg“, dem Schweizer Gebiet Hoher Randen, Orchideenwanderung
- Radtouren ins Umfeld
- GPS-Unternehmung Schatzkistensuche
- E-Mountainbike- und Segway-Touren, Flüge mit dem Schwarzwaldcopter.
- Weitere Informationen in Wikivoyage: Blumberg

## Kultur und Sehenswürdigkeiten
Blumberg liegt am Ostweg, am Schluchtensteig und am Schwarzwald-Querweg Freiburg–Bodensee, Fernwanderwegen, die an vielen Sehenswürdigkeiten vorbeiführen.

### Bauwerke

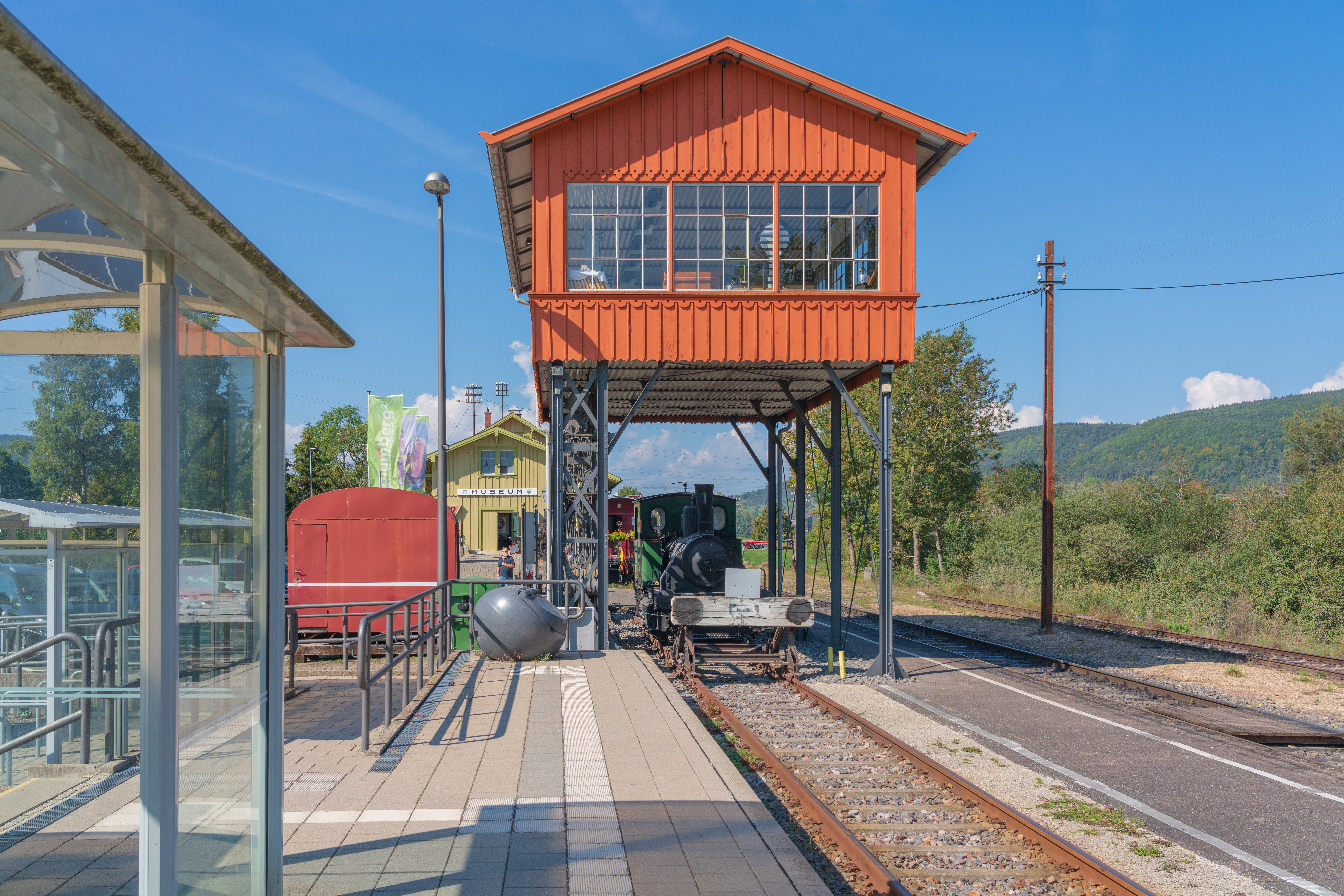
Stellwerk am Museum der Wutachtalbahn in Zollhaus

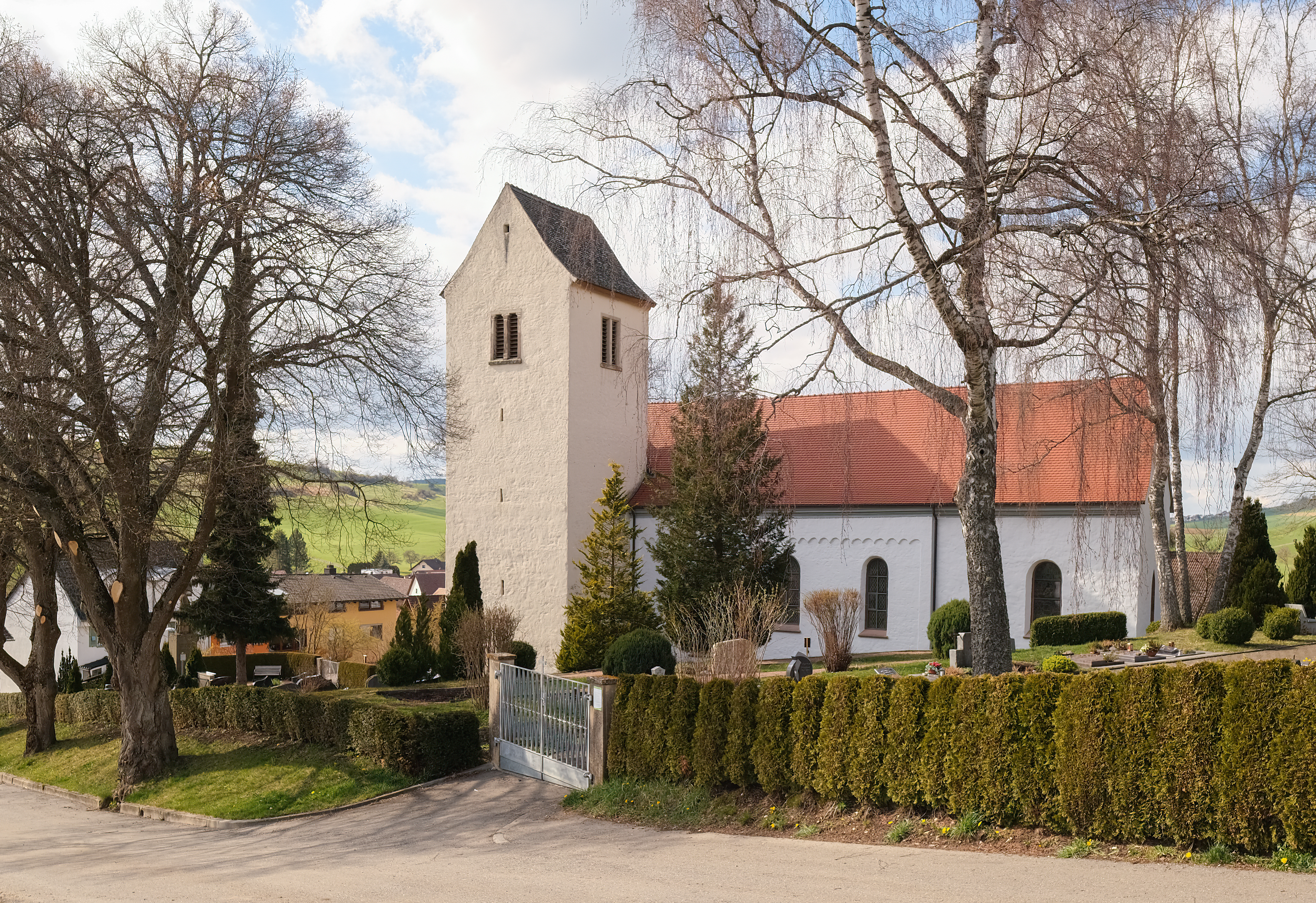
St. Martinskirche Hondingen

- Kellhof des Klosters St. Blasien (Blumberg-Fützen)[25]
- Das Reiterstellwerk wurde 1886 erbaut und stand an der Endstation der Schwarzwaldbahn in Konstanz. Auf Veranlassung des Landesdenkmalamtes kam es restauriert als technisches Kulturdenkmal zum Museum des Bahnhofs in Zollhaus.
- Die von Egon Eiermann entworfene Taschentuchfabrik (1949–1951 erbaut) wurde mit dem Hugo-Häring-Preis ausgezeichnet und Anfang des 21. Jahrhunderts abgebrochen.
- St. Martinskirche in Blumberg–Hondingen, in Teilen romanisch.

### Museen

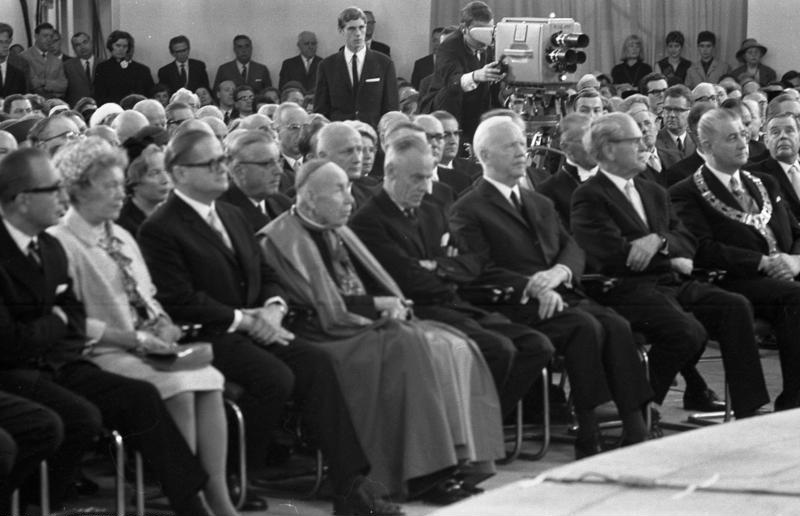
1. Reihe, 4. v. l.: Augustin Kardinal Bea bei der Friedenspreisverleihung 1966

Am Bahnhof Blumberg-Zollhaus befindet sich das Museum der Wutachtalbahn:
- Das von Dietrich Reimer und Bernhard Prillwitz eingerichtete Eisenbahnmuseum öffnete am 1. Mai 1992. Es führt durch die Geschichte der Bahn von den Anfängen bis heute: mit Originalplänen, Uniformen, Werkzeugen, Geräten (z. B. zur Nachrichtenübermittlung und ein Diensttelefon), Filmen und nicht zuletzt mit einem Modell der Bahnstrecke. Nachgebildet sind auch das Büro des Oberbahnhofvorstehers und ein Stückgutschalter. Weitere Objekte sind im Freigelände zu besichtigen.
- In Riedböhringen befindet sich im Geburtshaus ein Museum über Kardinal Bea (1881–1968), der auf dem „ökumenischen“ Zweiten Vatikanischen Konzil mit Papst Johannes XXIII. in Vorbereitung und Verlauf zu den führenden Persönlichkeiten zählte. Er soll einen „überragenden Einfluss auf Geist und Ausgang des Konzils“[26] gehabt haben und widerlegte den jahrhundertealten Vorwurf, dass die Juden „Gottesmörder“ seien. 1966 erhielt er den Friedenspreis des Deutschen Buchhandels, zusammen mit Visser’t Hooft, dem Führer des Ökumenischen Rats der Kirchen. (Foto).
- In Blumberg gibt es einen islamischen Kulturverein.

### Blumberger Fastnacht
Die Blumberger Fastnacht gehört seit dem Ende der 1950er Jahre zu den Besonderheiten Blumbergs. Hierbei wird vor allem in der Woche vor der Fastenzeit gefeiert. Einzigartig in der Umgebung ist in Blumberg die Durchmischung von schwäbisch-alemannischer Fasnet mit dem rheinischen Karneval. Diese Durchmischung könnte eine Folge der großen Zuwanderung während der Zeit des Erzabbaus in Blumberg sein.

### Wutachtalbahn
Hohe Bedeutung für die Stadt, die auch Träger der Bahnbetriebe Blumberg ist, besitzt die auf dem mittleren Abschnitt der Wutachtalbahn betriebene Museumsstrecke „Sauschwänzlebahn“, die ein vielfältiges Fahrtenprogramm aufweist. Durch die Corona-Pandemie wurde dies gesperrt, doch dann der Bahnbetrieb eingeschränkt wieder aufgenommen.
Zum Betrieb nach Kriegsende
Nachdem die strategische Bahn nach der Niederlage des Deutschen Reiches 1945 und dem Ende der Besatzungszeit zunehmend an Bedeutung zu verlieren schien und schließlich auch der Auto- und Lkw-Verkehr klassische Bahnbetriebsfunktionen übernahm, war mit einer Stilllegung der Strecke zu rechnen. Nach der Verschärfung der politischen Lage im Ost-West-Konflikt wurde auf Anordnung der NATO die Strecke 1962 bis 1965 grundlegend vom Bundesministerium der Verteidigung saniert und unterhalten, doch Mitte der 1970er Jahre erschien auch dies nicht mehr sinnvoll.
Die Deutsche Bundesbahn (DB) verfügte „die komplette Einstellung des Schienenverkehrs zum 31. Dezember 1976. [… und] plante einen Rückbau der unrentabel gewordenen Anlage. […] Dies rief nun den Bürgermeister von Blumberg, Werner Gerber, und Gleichgesinnte auf den Plan. Gemeinsam mit den Befürwortern einer Museumsbahn, Ferdinand Mollet und Hans Dorner (beide EUROVAPOR Zürich) sowie Diplom-Ingenieur Zimmermann (von der Direktion der Deutschen Bahn in Karlsruhe), erreichten sie in Stuttgart die Zusage, ab 1977 einen provisorischen Museumsbahnbetrieb von Zollhaus nach Weizen (Bahnhof) einzurichten.“
„Nach unvorhergesehenen Schwierigkeiten –  die DB hatte die Strecke entwidmet, nun musste ein beschleunigtes Planfeststellungsverfahren erfolgen, weil ‚es die Strecke nicht mehr gab‘ – fuhr der erste Museumszug am 19. Mai 1977. […] Der Zug war ein buntes Ensemble aller möglichen Wagentypen und einer kleinen Lok. […] Schon während der ersten Saison 1977 zählte man über 20.000 Fahrgäste.“ Die Museumsbahn wurde 1998 als Kulturdenkmal offiziell eingetragen und 2014 als Historisches Wahrzeichen der Ingenieurbaukunst in Deutschland von der Bundesingenieurkammer ausgezeichnet.
Mit Einrichtung der Museumsstrecke teilten sich in den ersten Jahrzehnten die Verantwortung der Verein Wutachtalbahn e. V. und die Stadt Blumberg. Hier kam es mit der Zeit jedoch zu einer Art ‚Erneuerungsstau‘. Zudem waren Entscheidungswege schwergängig, sodass in einem Falle die Genehmigung einer Maßnahme erst nach deren Abschluss erfolgte. Nach einem Konflikt um das „rollende Material“ und die Ausweitung des Betriebes trennten sich Verein und Stadt. Bei den Plänen zu einem Winterbetrieb kam es jedoch zu behördlichen und juristischen Auseinandersetzungen um den Schutz von Fledermauspopulationen in den Tunnels.
Mit Bürgermeister Markus Keller, der sein Amt 2010 in Blumberg antrat, begann eine neue Phase in der Verwaltung und Leitung der Museumsbahn, da er „eine langjährige Forderung aus dem Gemeinderat, aus der Eigenbetrieb Museumsbahn eine GmbH zu gründen“ 2014 verwirklichte.
Die Verantwortung für den Betrieb der Wutachtalbahn, deren östliche Teilstrecke als Museumsbahn „Sauschwänzlebahn“ bekannt ist, liegt seit dem 1. Februar 2014 offiziell bei der Bahnbetriebe Blumberg GmbH & Co. KG. Diese kauften für fast zwei Millionen Euro eine eigene Dampflokomotive, die BB 262, und einen Zug.
Die Umstände hatten dazu geführt, dass die Stadt „2013 bis 2015 rund 1,5 Millionen Euro aus den Rücklagen entnehmen“ musste. Auch die Fahrgastzahlen sanken bis 2015 (drei Jahre um 90.000) und erholten sich erst wieder 2016 „mit 108.000 Fahrgästen“.
Das Winterfahr-Verbot wurde 2018 unter Auflagen aufgehoben.
Inzwischen streben die Bahnbetriebe Blumberg zusammen mit den an der Strecke liegenden Gemeinden an, den Fahrbetrieb schrittweise auch zwischen dem Bahnhof Lauchringen und dem Bahnhof Weizen wieder in Gang zu bringen.

## Persönlichkeiten

### In Blumberg oder seinen Ortschaften geboren
- Martin Meister I. (* um 1560 in Fützen; † um 1625 in St. Blasien), Abt des Klosters St. Blasien
- Tobias Rösch (* 16. September 1585 in Epfenhofen; † 29. Juli 1638 in Offenburg), Abt des Klosters Schuttern
- Augustin Kardinal Bea (* 28. Mai 1881 in Riedböhringen bei Donaueschingen; † 16. November 1968 in Rom), römisch-katholischer Kardinal
- Theodor Schmid (* 15. März 1892 in Randen; † 20. Juli 1975 in Blumberg), Bürgermeister, NSDAP-Ortsgruppenleiter, Ehrenbürger 1967, Straßenname
- Gustav Häusler (* 26. April 1894; † 8. Juni 1964 in Stühlingen), Heimatforscher, Ehrenbürger von Stühlingen
- Herbert Baumann (* 4. Januar 1927 in Blumberg; † 22. Mai 1990 in Stuttgart), Bildhauer
- Dieter Koulmann (* 4. Dezember 1939 in Blumberg; † 26. Juli 1979), deutscher Fußballspieler

### Mit Blumberg verbundene Persönlichkeiten
- Sophie Scholl (1921–1943), Widerstandskämpferin gegen den Nationalsozialismus
- Leo Wohleb (1888–1955), Staatspräsident des Landes Baden